# Keulen
Keulen (Duits: Köln, Ripuarisch: Kölle) is een stadsdistrict (kreisfreie Stadt) en metropool in Duitsland, in de deelstaat Noordrijn-Westfalen, gelegen aan de Rijn, ten noorden van Bonn en ten zuiden van Neuss en Düsseldorf. Keulen is met 1.083.498 inwoners (31 december 2020), de op drie na grootste stad van Duitsland en de grootste van Noordrijn-Westfalen. Op 31 december 2020 had 20,86% van de inwoners een niet-Duits staatsburgerschap (226.005 niet-Duitsers) en hadden 2.505 inwoners het Nederlandse staatsburgerschap. In de agglomeratie wonen ongeveer 2,5 miljoen mensen.
Keulen is de hoofdstad van het Regierungsbezirk Keulen en de officieuze hoofdstad van het Rijnland. De kreisfreie Stadt heeft een oppervlakte van 405,01 km².
De geschiedenis van de stad gaat terug tot voor het begin van de Christelijke jaartelling. Keulen speelde vanaf de middeleeuwen een belangrijke rol in kerk en politiek. Vroeger was het onderdeel van keurvorstendom Keur-Keulen.
De stad is beroemd om zijn rijke geschiedenis, het culturele en architecturale erfgoed en een aantal grote en internationale evenementen, zoals het carnaval en de handelsbeurzen. Keulen beschikt tevens over een universiteit, een van de oudste van Europa, en over een luchthaven, die het deelt met Bonn.

## Geschiedenis

Reconstructie van Colonia Claudia Ara Agrippinensium

Het huidige Keulen is door mensen bewoond sinds de oude steentijd, vooral op het Rheinau-Eiland en in de huidige wijken Lindenthal en Woeringen. Ook Kelten hebben aan de Keulse linker Rijnoever geleefd. Tot enkele decennia voor Christus leefden in het gebied dat tegenwoordig Keulen is de Eburonen. Nadat Julius Caesar hen had verslagen, kregen de Ubiërs toestemming zich hier te vestigen. Zij stichtten in 38 v.Chr. een nederzetting op een eilandje in de Rijn Oppidum Ubiorum. De Romeinen vestigden hier tevens het hoofdbestuur en de gouverneurszetel van de provincia Germania Inferior. Ook was hier het hoofdkwartier van de Romeinse Rijnvloot. De nederzetting groeide uit tot een flinke stad. Ter ere van keizer Nero's in Keulen geboren moeder Agrippina, de latere echtgenote van keizer Claudius werd de stad omgedoopt tot Colonia Claudia Ara Agrippinensium (CCAA) en werd ze ommuurd.
Gedurende de Grote Volksverhuizing werd de stad bezet door de Franken die er ook een van hun belangrijkste bestuurscentra vestigden. Door alle invasies en onrust van de 4de tot en met 6e eeuw liep de bevolking wel flink terug, maar Keulen bleef nog steeds een van de grootste steden ten noorden van de Alpen.
Al in de vroege Middeleeuwen begon de stad weer te groeien omdat de ligging op het kruispunt van grote handelswegen en de Rijn belangrijk bleef. Ook de bisschop van Keulen bleef steeds een belangrijke figuur op het politieke toneel van de Middeleeuwen en domineerde ook lange tijd het zuidelijke grensgebied van het huidige Nederland. Vanaf ongeveer 953 behield de bisschop van Keulen slechts het wereldlijk gezag over een smalle strook van 150 km lang aan de linkeroever van de Rijn. Toch was dit voldoende om tot de voornaamste hoogwaardigheidsbekleders van het Heilige Roomse Rijk te horen, met name als keurvorst van het zogenaamde Keur-Keulen.
In de slag bij Woeringen in 1288 vocht het contingent van de Keulse burgers aan de kant van de hertog van Brabant, de vijand van de bisschop. Dankzij de nederlaag van de bisschop kon de stad zich van diens heerschappij bevrijden en in feite een onafhankelijke stadstaat worden midden in de rest van het keurvorstendom, dat onder het gezag van de bisschop bleef. Die bisschop zou voortaan zijn zetel hebben te Bonn. Rond 1367 was Keulen met 40.000 inwoners de grootste stad van het Rijk. In 1475 bevestigde keizer Frederik III officieel de status van Keulen als vrije rijksstad, en dat zou ze ruim drie eeuwen blijven.

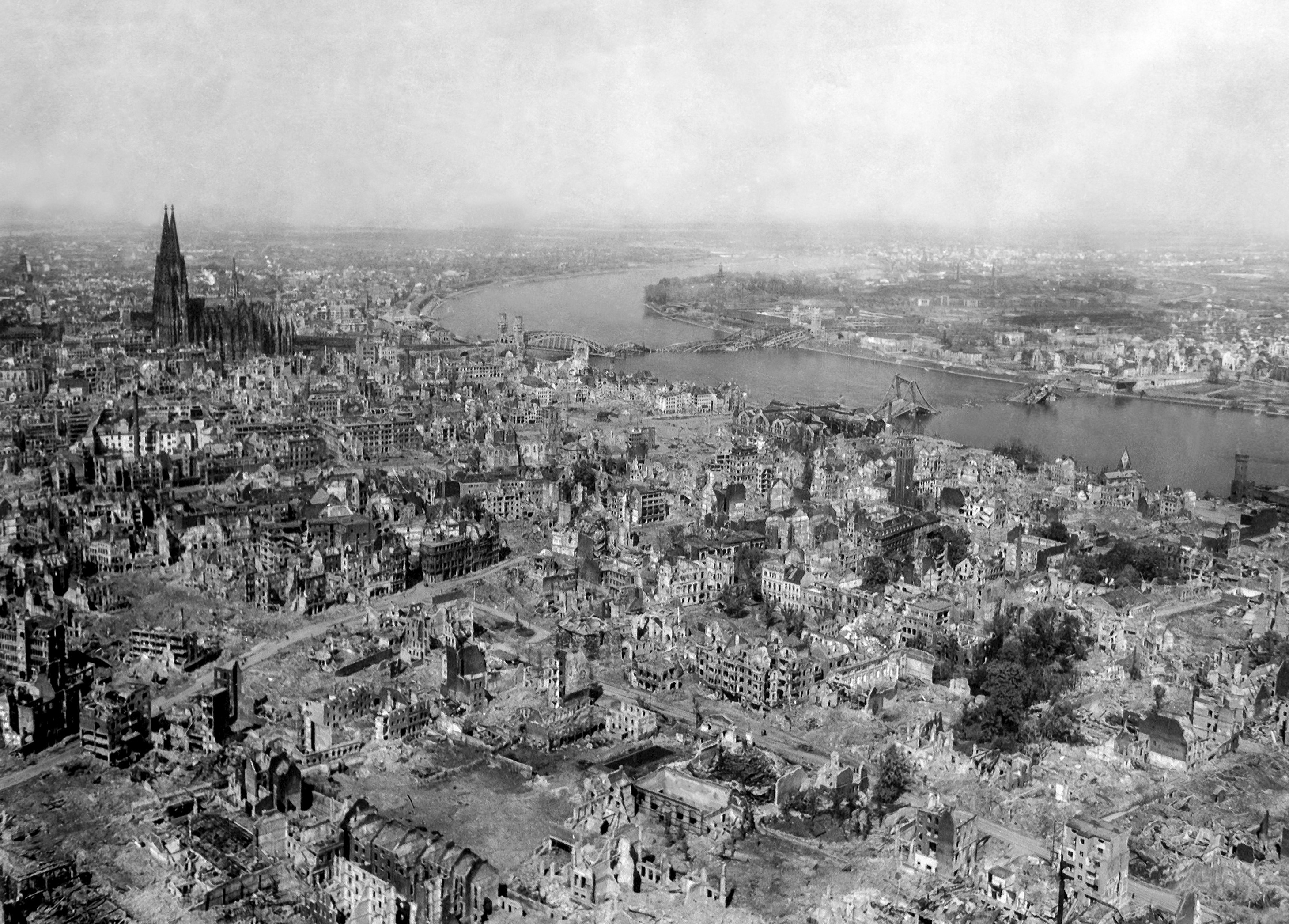
Een verwoest Keulen in 1945

Tijdens de reformatie bleven zowel de stad als het omliggende bisdom katholiek. Na de Vrede van Westfalen nam, naast de Beierse, ook de Franse invloed in Keulen toe. Bij de vrede van Lunéville kwam Keulen met de hele linker-Rijnoever bij de Franse Republiek.
Bij het Congres van Wenen na de val van Napoleon werd Keulen Pruisisch, maar het Franse recht bleef gelden. In de nieuwe tijd verminderde de invloed van Keulen buiten het Rijnland maar bleef de stad toch verreweg economisch, cultureel en staatsrechtelijk de belangrijkste stad tot aan de Industriële revolutie.
Het centrum van Keulen werd in de Tweede Wereldoorlog zwaar gebombardeerd. Nadat de verwoestingen van de oorlog hersteld waren, groeide de stad weer snel uit tot zijn aloude positie van een van de belangrijkste steden van Duitsland.

## Geografie

### Topografie
Keulen ligt in de deelstaat Noordrijn-Westfalen, op ongeveer 85 kilometer van de grens met Nederland. Het is met ruim 1 miljoen inwoners weliswaar de grootste stad in zijn deelstaat, maar niet de hoofdstad, dat is namelijk Düsseldorf. Keulen ligt aan de Rijn, die een belangrijke functie vervult voor de stad en heeft bijgedragen aan de groei. De stad heeft een binnenhaven aan de Rijn.
Keulen strekt zich uit over een oppervlak van 405,15 km², waarvan 230,25 km² links van de Rijn en 174,87 km² rechts van de Rijn. Daarmee is het in oppervlakte de op vier na grootste stad van Duitsland. Het hoogste punt ligt op 118,04 meter in het natuurgebied Königsfrost, terwijl het laagste punt in de Worringer Bruch (een oude Rijnarm) met een hoogte van 37,5 meter boven zeeniveau duidelijk onder het Keulse Rijnpeil ligt.

### Geologie
Keulen ligt grotendeels in de lagere rivierterrassen van de Rijn, die als brede trappen vanuit de rivier oplopen.
De ondergrond is voor het grotendeels in het Tertiair en gedeeltelijk in het Kwartair ontstaan en bestaat uit verschillende lagen riviersediment. Een uitzondering vormt het uiterste oosten van de stad, dat reeds aan de voet van het Rijnlands leisteenplateau ligt.
Door de grote oppervlakte die Keulen bestrijkt zijn er verschillen in de bodemgesteldheid en microklimaten aanwezig. Dankzij de Rijn en lössgebieden in het oosten is de bodem in het gebied over het algemeen erg vruchtbaar. Er liggen heide- en bosgebieden in het oosten van het stadsgebied, waar het Bergisches Land begint.

### Stadtbezirken en -teilen
De stad Keulen heeft 86 stadsdelen verdeeld over 9 stadsdistricten (Duits: Stadtbezirke):

### Klimaat
| Maand                  | jan  | feb  | mrt  | apr  | mei  | jun  | jul  | aug  | sep  | okt  | nov  | dec  | Jaar |
| ---------------------- | ---- | ---- | ---- | ---- | ---- | ---- | ---- | ---- | ---- | ---- | ---- | ---- | ---- |
| Gemiddeld maximum (°C) | 5,2  | 6,6  | 10,5 | 14,2 | 19,0 | 21,3 | 23,7 | 23,7 | 19,6 | 14,6 | 9,0  | 6,2  | 14,5 |
| Gemiddeld minimum (°C) | −0,7 | −0,9 | 1,7  | 3,6  | 7,7  | 10,7 | 12,8 | 12,3 | 9,6  | 6,2  | 2,5  | 0,6  | 5,5  |
|                        |      |      |      |      |      |      |      |      |      |      |      |      |      |
| Neerslag (mm)          | 60,4 | 46,6 | 62,5 | 50,5 | 72,4 | 87,6 | 86,0 | 65,3 | 69,3 | 61,7 | 63,2 | 70,7 | 796  |
| Bron: Weatherchannel   |      |      |      |      |      |      |      |      |      |      |      |      |      |

## Demografie
Keulen is de op drie na grootste stad in Duitsland in inwonertal na Berlijn, Hamburg en München. Officieel had Keulen 1.027.504 inwoners op 31 december 2010. In 2011 vond een nieuwe volkstelling (Zensus 2011) plaats. Eind 2015 was het aantal inwoners gestegen tot 1.060.582.
Keulen is echter ook het centrum van een stedelijk gebied - met daarin onder andere de aangrenzende steden Bonn, Hürth, Leverkusen en Bergisch Gladbach - met meer dan 2 miljoen inwoners.
De gemiddelde leeftijd in Keulen is 42 jaar, en met 51 % zijn de vrouwen licht in de meerderheid. Een kwart van de Keulse inwoners is tussen de 18 en 35 jaar, terwijl 18 % 65 jaar of ouder is. In 2010 waren van alle inwoners 40 % ook werkelijk in Keulen geboren. In 2010 zagen 9682 nieuwe Keulenaren het levenslicht, waarbij de populairste namen "Maximilian" en "Marie" waren. In hetzelfde jaar stierven er 9033 mensen. De gemiddelde leeftijd op moment van overlijden was 76,5 jaar.
Van de bevolking is 33% naar Keulen gemigreerd en 17 % niet van Duitse afkomst. Deze laatste groep is samengesteld uit 181 verschillende nationaliteiten. De grootste allochtone groep wordt gevormd door Turken (5,94 %); van deze groep is een derde oorspronkelijk in Keulen geboren. Verder is 5,56 % afkomstig uit een land dat behoort tot de Europese Unie.

### Ontwikkeling van het inwonertal
In de eerste eeuw na Christus werd Colonia Claudia Ara Agrippinensium al door circa 30.000 mensen bewoond. Onder meer door plunderingen en bezettingen door Franken en andere Germaanse volkeren liep het inwonertal daarna terug naar ongeveer 15.000, om in de hoge middeleeuwen opnieuw de grens van 30.000 inwoners te bereiken en door te groeien naar 40.000 inwoners.
Toen de industrialisatie in de negentiende eeuw inzette, kreeg Keulen, dat tot dan toe maar gestaag was gegroeid, te maken met een grote bevolkingsgroei. Had de stad in 1807 nog 40.000 inwoners, in 1852 werd al de mijlpaal van 100.000 inwoners bereikt, waarmee Keulen de vijfde Großstadt in Duitsland werd.
Ook daarna groeide Keulen verder uit, mede door annexaties van omliggende plaatsen als Worringen en Kalk. In 1937 bereikte de stad een voorlopig hoogtepunt van ruim 772.000. Door de Tweede Wereldoorlog kromp de stad naar het niveau uit het begin van de twintigste eeuw: in 1945 waren er nog 'slechts' 453.000 inwoners. Na de oorlog groeide de stad weer verder: in 1959 was het inwonertal uit 1939 alweer overschreden en in de jaren 70 bereikte Keulen zelfs de status van miljoenenstad: als gevolg van het bijvoegen van Köln-Gesetzes werd op 1 januari 1975 het aantal van 1 miljoen inwoners bereikt.
Onder meer doordat Keulen de stad Wesseling in 1976 weer af moest staan daalde het inwonertal weer onder de grens. Na enkele schommelingen heeft het inwonertal omstreeks 2010 opnieuw het miljoen overschreden. Prognoses geven aan dat de groei van het aantal inwoners gematigd is. Tot 2035 voorspelt men ook een stabiele inwonersontwikkeling, waarbij de prognose op 1.029.700 uitkomt.
| datum         | inwoners |
| ------------- | -------- |
| 50            | 30.000   |
| 350           | 15.000   |
| 1140          | 20.000   |
| 1430          | 40.000   |
| 1600          | 40.000   |
| 1714          | 42.015   |
| 1807          | 40.400   |
| 1 dec. 1816 ¹ | 49.276   |
| 1 dec. 1828 ¹ | 61.059   |
| 3 dec. 1840 ¹ | 75.858   |
| 3 dec. 1849 ¹ | 94.789   |
| 3 dec. 1858 ¹ | 114.477  |
| 3 dec. 1867 ¹ | 125.172  |
| 1 dec. 1880 ¹ | 144.772  |
| 1 dec. 1890 ¹ | 281.681  |

| datum          | inwoners |
| -------------- | -------- |
| 1 dec. 1900 ¹  | 372.229  |
| 1 dec. 1910 ¹  | 516.527  |
| 31 dec. 1914   | 642.848  |
| 31 dec. 1920   | 657.175  |
| 16 juni 1925 ¹ | 700.222  |
| 31 dec. 1930   | 740.082  |
| 16 juni 1933 ¹ | 756.605  |
| 31 dec. 1935   | 761.263  |
| 17 mei 1939 ¹  | 772.221  |
| 1942           | 648.200  |
| 1944           | 472.900  |
| jan. 1945      | 177.700  |
| maart 1945     | 40.000   |
| juni 1945      | 175.000  |
| dec. 1945      | 447.000  |

| datum           | inwoners  |
| --------------- | --------- |
| 13 sept. 1950 ¹ | 594.941   |
| 31 dec. 1960    | 803.616   |
| 27 mei 1970 ¹   | 848.352   |
| 31 dec. 1975    | 1.013.771 |
| 31 dec. 1980    | 976.694   |
| 31 dec. 1990    | 953.551   |
| 31 dec. 2000    | 962.884   |
| 31 dec. 2010    | 1.007.119 |
| 31 dec. 2018    | 1.085.664 |

¹ aantallen afkomstig uit een volkstelling

### Religie
Historisch kan Keulen als een rooms-katholieke stad worden aangemerkt. Het aartsbisdom Keulen bestaat reeds sinds 313. In het moderne Keulen worden echter, naast het katholicisme, ook vele andere religies beleden.
Gegevens uit 2009 laten zien dat van de Keulse bevolking circa 39,1 % katholiek is, 16,9 % protestant en 44 % belijdt een andere religie/ wereldbeschouwing of is niet-religieus. Onder deze andere religies zijn de islam, het jodendom, orthodox christenen, hindoeïsme en boeddhisme in Keulen vertegenwoordigd.
In 2005 vonden de XXe rooms-katholieke Wereldjongerendagen plaats in Keulen. In datzelfde jaar bezocht ook paus Benedictus de stad om daarbij tevens als eerste paus een synagoge in Duitsland te betreden.

#### Christendom

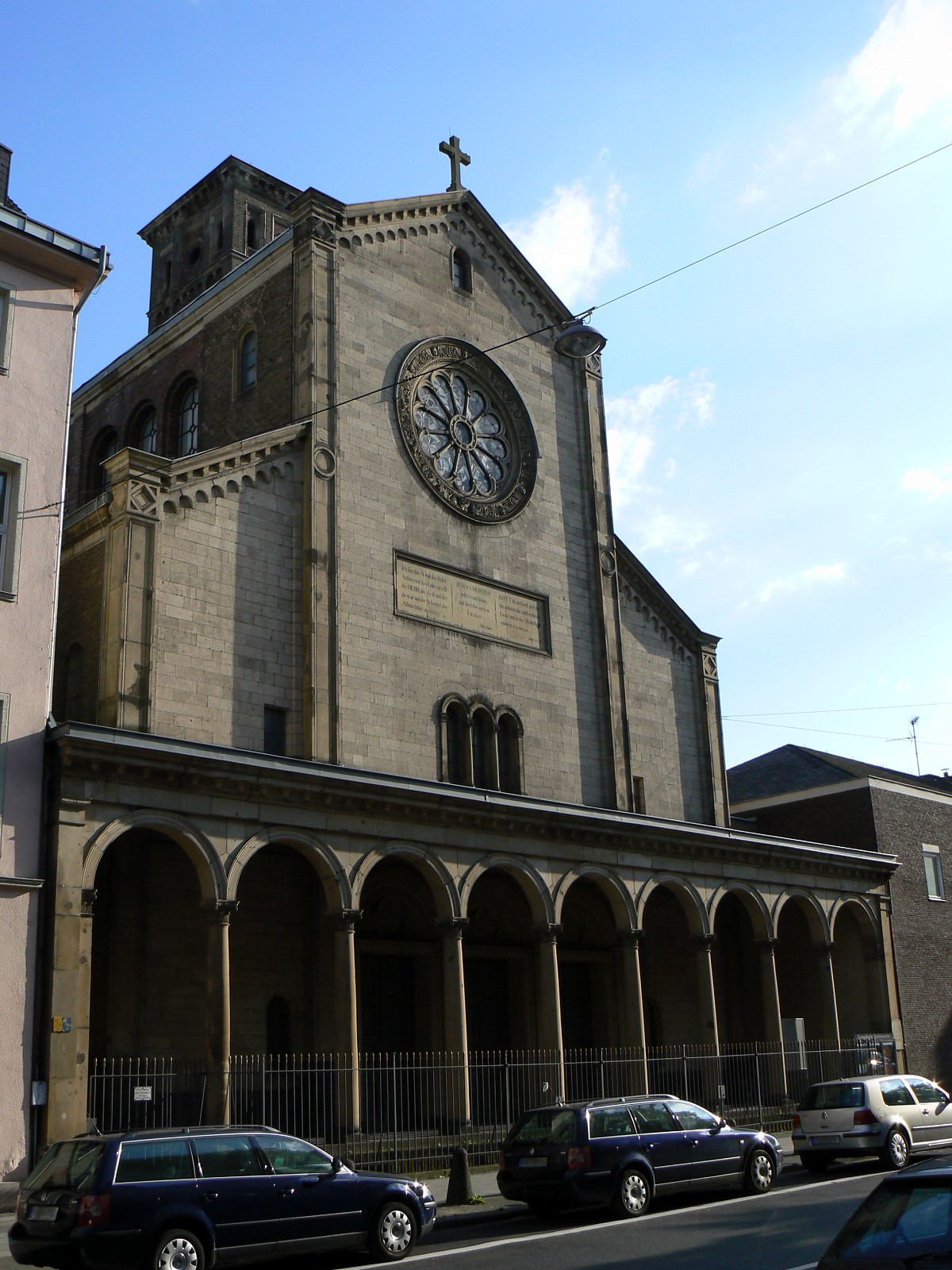
De protestantse Trinitatiskirche

Sinds het jaar 313 is Keulen een bisdom, volgens de legende was de eerste bisschop de heilige Maternus. De voormalige Romeinse hoofdtempel van Keulen werd als eerste kerkgebouw gebruikt waarvan nog archeologische resten onder de huidige dom getuigen. De eerste dom van Keulen dateert uit 870. In 1164 kwamen door de Derde Kruistocht de lichamen van de drie koningen of de drie wijzen uit het oosten in Keulen terecht. Om de Relikwieën van de Drie Koningen een waardig huis te bieden werd in 1248 met de bouw van de “nieuwe” dom van Keulen begonnen. Tegenwoordig staan er in Keulen nog bijna honderd katholieke kerken, waarvan twaalf romaans en vier gotisch. Het Aartsbisdom Keulen is nog steeds het rijkste bisdom ter wereld. Dit komt vooral door de in Duitsland verplichte Kirchensteuer die iedere officieel ingeschreven katholiek moet betalen aan zijn bisdom. Keulen is thuishaven voor de heiligen Caspar, Melchior, Balthasar, Maternus, Severinus van Keulen, Ursula, Bruno van Keulen, Kunibert van Keulen, Albertus Magnus en Heribert van Keulen (Deutz).
Ook het protestantisme is in Keulen vertegenwoordigd. In 1525 werd Adolf Clarenbach als ketter verbrand. En toch waren er in 1580 veel protestantse gemeenten. Naast Duitstalige waren er ook Nederlandstalige en Franstalige gemeenten. Deze waren aan de rechter Rijnoever te vinden (vooral in de wijk Mülheim), terwijl de linker Rijnoever (de eigenlijke kern van Keulen) katholiek bleef. Pas in 1794, na de Franse bezetting, werden de protestanten in Keulen echt een belangrijk onderdeel van de Keulse stadscultuur.
Sinds de val van het communisme in Oost-Europa in 1989 zijn steeds meer Russische en andere Oost-Europese immigranten naar Duitsland gekomen. Daarom heeft de orthodoxe kerk ruim 15 jaar geleden de romaanse kerk St. Pantaleon overgenomen. De orthodoxen hebben een bijzondere band met St. Pantaleon. Omdat Pantaleon een Griekse heilige is; omdat deze in 860 gebouwde kerk op wens van de Byzantijnse prinses en latere keizerin Theophanu, echtgenote van Keizer Otto II van het Heilige Roomse Rijk, in 980 prachtig uitgebreid werd, en omdat Theophanu sinds haar dood in 991 te Nijmegen op haar eigen wens in een sarcofaag in St. Pantaleon rust.
In Keulen zijn verder gevestigd de Oudkatholieke Kerk, de Apostolische Gemeinschaft, het Apostelamt Jesu Christi, de Armeens-Apostolische Kerk, de Anglicaanse Kerk, de baptisten, de Ethiopisch-orthodoxe Kerk, de Evangelisch methodistische kerk, de Evangelisch-Lutherse Kerk, de Finse protestanten, de Vrije Evangelische Gemeente, het Leger des Heils, de Herrnhütter Broedersgemeente, de Hongaarse Gereformeerde Kerk, de Japanse evangelische gemeente, Jehova's getuigen, de Nieuw-Apostolische Kerk met 9 stadsgemeenten, de Nederlands Gereformeerde Kerk, de Oekraïens-orthodoxe Kerk, en velen anderen.

#### Jodendom

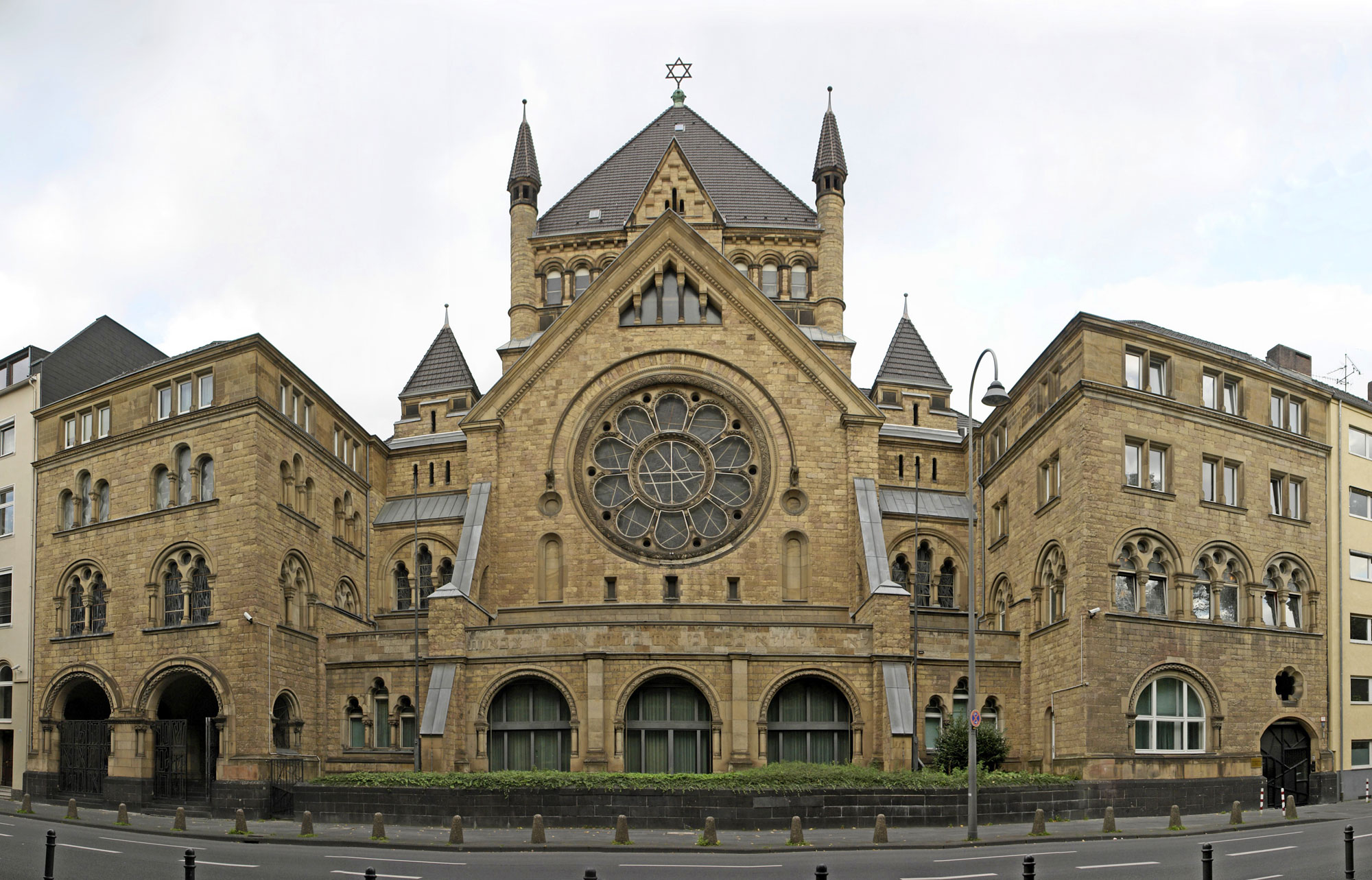
Synagoge aan de Roonstraße

Sinds 321 is de Joodse gemeenschap Keulen de oudste “ten noorden der Alpen”.
In 1056 wordt voor de eerste keer schriftelijk een Joodse wijk in Keulen geconstateerd. In 1183 wees de toenmalige aartsbisschop de Keulse Joden een eigen gebied toe rond het huidige raadhuis waar zij in vrede konden leven. Dit gebied was uitsluitend voor Joden bedoeld en kon door poorten worden gesloten. In feite was dit dus het eerste getto. De mikwe uit deze tijd is nog steeds te zien onder een glazen piramide voor het Rathaus van Keulen. Echt "in vrede leven" konden Joden echter gedurende de hele middeleeuwen eigenlijk nauwelijks. Zo kregen zij de schuld van de pestepidemie van 1349 en werden daarom velen vermoord. In 1933 waren er 18.000 Joden in Keulen, maar deze werden in de nazitijd grotendeels verdreven. De synagogen in de Glockengasse, Roonstraße, Mülheimer Freiheit en in Deutz werden tijdens de Kristallnacht 1938 in brand gestoken. Later werden rond 8000 Joden vermoord.
De Joodse gemeenschap heeft in Keulen weer meer dan 5000 leden. Zij heeft een basisschool, een aparte kleuterschool, een bibliotheek, een sportvereniging, meerdere koosjere restaurants, een jeugdcentrum, een bejaardentehuis en een representatieve synagoge op de historische locatie Roonstraße.

#### Islam

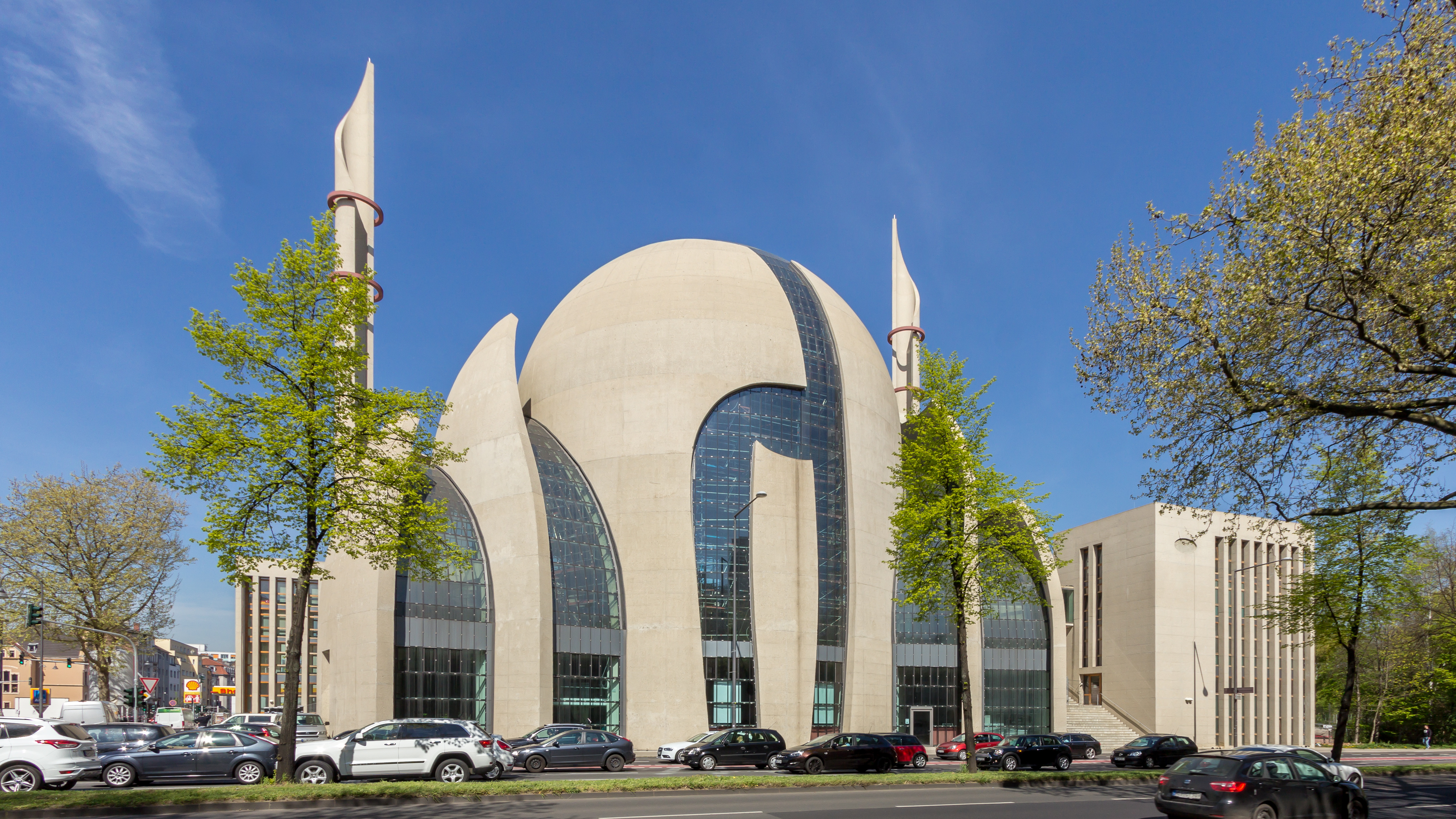
De Centrale Moskee tijdens de bouw in 2015

Ca. 12 % van de huidige bevolking van Keulen is moslim. Dit komt vooral door Turkse immigranten (ca. 85.000) sinds de jaren 60 van de 20e eeuw. De belangrijkste Turks-islamitische organisaties van Duitsland zijn bijna allemaal in Keulen gevestigd. Er zijn tegenwoordig 45 moskeeën in Keulen. In 2017 kwam in de wijk Ehrenfeld de Centrale Moskee gereed. Deze moskee, met twee 55 meter hoge minaretten, is een van de grootste in Duitsland.
Van 1996-2000 heeft een zelfbenoemde "Kalief van Keulen" internationale krantenkoppen gehaald. Deze "kalief", Metin Kaplan, werd ook wel de Khomeini van Keulen genoemd. In 2001 werd de "kalifaatstaat Keulen" verboden. Kaplan is inmiddels aan Turkije uitgeleverd en daar tot levenslang veroordeeld.

### Dialect
Veel Keulenaren spreken het plaatselijke dialect Kölsch, afgeleid van het Ripuarisch. Het Kölsch klinkt in Vlaamse en Nederlandse oren als een combinatie van Duits en Limburgs. Er bestaan woordenboeken Duits-Kölsch en Kölsch-Duits. In het Kölsch-Duits woordenboek staat geen letter "G”, omdat de Duitse "G"-klank in het Kölsch niet bestaat. Die wordt namelijk een "J", "R" of "CH".

## Politiek en bestuur

### Gemeenteraad
Hieronder is de zetelverdeling in de gemeenteraad van Keulen sinds 1946 weergegeven:
| Datum             | Die Linke | SPD | Die Grünen | FDP | CDU | REP | Pro Köln | KBB | Onafhankelijk | KPD | Totaal |
| ----------------- | --------- | --- | ---------- | --- | --- | --- | -------- | --- | ------------- | --- | ------ |
| 13 oktober 1946   | –         | 8   | –          | –   | 41  | –   | –        | –   | –             | 2   | 51     |
| 17 oktober 1948   | –         | 19  | –          | 3   | 17  | –   | –        | –   | –             | 5   | 44     |
| 9 november 1952   | –         | 26  | –          | 9   | 31  | –   | –        | –   | –             | –   | 66     |
| 28 oktober 1956   | –         | 32  | –          | 5   | 29  | –   | –        | –   | –             | –   | 66     |
| 19 maart 1961     | –         | 31  | –          | 5   | 30  | –   | –        | –   | –             | –   | 66     |
| 27 september 1964 | –         | 40  | –          | –   | 27  |     |          |     |               | –   | 67     |
| 9 november 1969   | –         | 37  | –          | 4   | 26  |     |          |     |               | –   | 67     |
| 4 mei 1975        | –         | 44  | –          | 7   | 40  | –   | –        | –   | –             | –   | 91     |
| 30 september 1979 | –         | 43  | –          | 6   | 42  | –   | –        | –   | –             | –   | 91     |
| 30 september 1984 | –         | 45  | 10         | –   | 36  | –   | –        | –   | –             | –   | 91     |
| 1 oktober 1989    | –         | 41  | 11         | 6   | 30  | 7   | –        | –   | –             | –   | 95     |
| 16 oktober 1994   | –         | 42  | 16         | –   | 33  | –   | –        | –   | –             | –   | 91     |
| 12 september 1999 | 2         | 29  | 15         | 4   | 43  | 1   |          | –   | –             | –   | 94     |
| 26 september 2004 | 3         | 28  | 15         | 7   | 29  | 1/0 | 4/5      | 2   | 1             | –   | 90     |
| 7 juli 2009       | 4         | 25  | 20         | 9   | 25  | -   | 5        | 1   | 1             | -   | 90     |

### Burgemeester
De huidige burgemeester van Keulen is Henriette Reker. Reker is partijloos en oefent het ambt sinds 15 december 2015 uit.

### Stadswapen

Wapen van Keulen

Het stadswapen van Keulen bestaat al enkele eeuwen, hoewel het wel enkele keren is veranderd. De kleuren rood en wit verwijzen naar het Hanzeverbond. Keulen was een belangrijke Hanzestad en de rood-witte Hanzevlag ligt dan ook voor een deel aan de basis van het stadswapen van Keulen. De drie kronen verwijzen naar de wijzen uit het oosten oftewel de Drie Koningen. De relikwieën van deze drie koningen werden in de twaalfde eeuw aan de stad geschonken door Frederik I. De elf zwarte druppels (ook geïnterpreteerd als vlammen of tranen) sieren het wapen al sinds de 16e eeuw. Ze verwijzen naar Ursula van Keulen, die volgens een legende met een groep van elfduizend maagdelijke metgezellen op de terugreis was van een bedevaart naar Rome, toen de groep in handen viel van de Hunnen en werd vermoord.
Op een wapenschild staat vaak ook een tweekoppige adelaar afgebeeld met het stadswapen in zijn midden. Met zijn poten houdt de adelaar tevens een scepter en een zwaard vast. Deze variatie werd in de 19e eeuw ingevoerd door de Pruisen, die na het terugtrekken van de Franse bezetting de macht over Keulen overnamen.

### Stedenbanden
Keulen heeft jumelages met de volgende steden:
- Liverpool, Engeland, sinds 1952
- Rotterdam, Nederland, sinds 1958
- Luik, België, sinds 1958
- Turijn, Italië, sinds 1958
- Rijsel, Frankrijk, sinds 1958
- Kioto, Japan, sinds 1963
- Tunis, Tunesië, sinds 1964
- Turku, Finland, sinds 1967
- Neukölln, district van Berlijn, sinds 1967
- Esch-sur-Alzette, Luxemburg, sinds 1968
- Cluj-Napoca, Roemenië, sinds 1976
- Tel Aviv, Israël, sinds 1979
- Barcelona, Spanje, sinds 1984
- Peking, China, sinds 1987
- Thessaloniki, Griekenland, sinds 1988
- Cork, Ierland, sinds 1988
- Corinto, Nicaragua, sinds 1988
- Indianapolis, VS, sinds 1988
- Wolgograd, Rusland, sinds 1988
- Treptow-Köpenick, district van Berlijn, sinds 1990
- Katowice, Polen, sinds 1991
- Bethlehem, Palestina, sinds 1996
- Istanboel, Turkije, sinds 1997
- Rio de Janeiro, Brazilië, sinds 2011

## Economie
De belangrijkste economische sectoren van Keulen zijn de levensmiddelenindustrie, de auto-industrie waaronder Ford met een zeer groot complex in Niehl, de chemische industrie en de media. De tertiaire sector is eveneens van economisch belang voor de stad, met onder andere administratieve diensten, beurzen, verzekeringsmaatschappijen, banken en hoofdkantoren van enkele grote industriële bedrijven. Ten slotte is toerisme een bron van inkomsten en werk.

### Jaarbeurzen

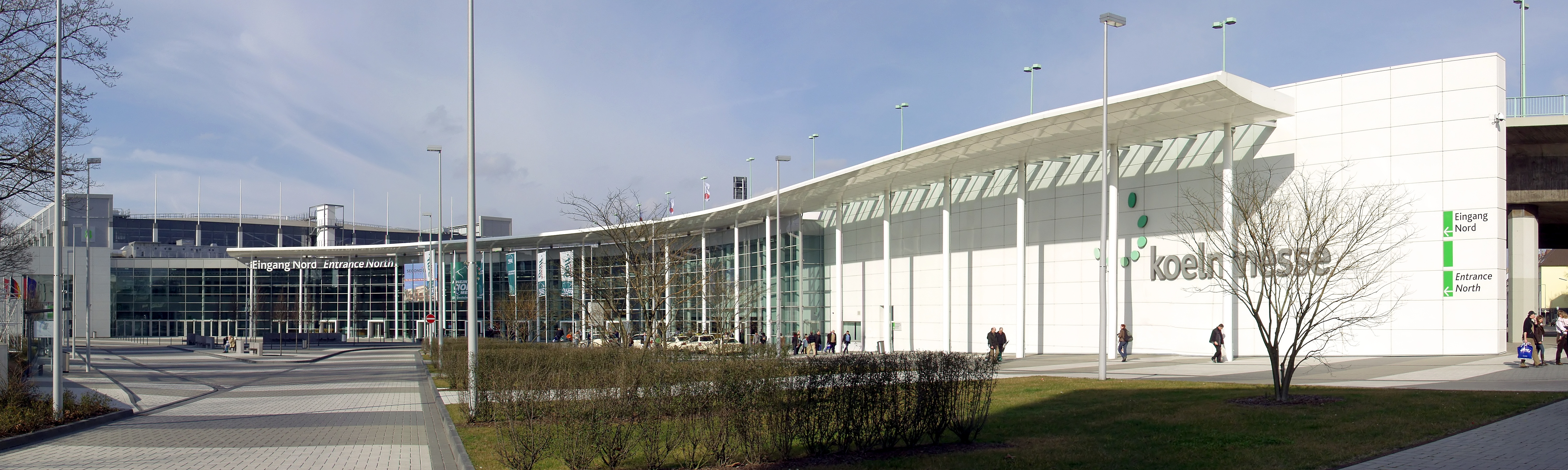
Ingang van de Koelnmesse

De jaarbeurs van Keulen Koelnmesse is gevestigd aan de rechter Rijnoever in Deutz en is een van de belangrijkste Europese plaatsen voor jaar- en tweejaarlijkse beurzen.
De belangrijkste beurzen zijn:
- Anuga (Allgemeine Nahrungs- und Genussmittel-Ausstellung), tweejaarlijkse internationale handelsbeurs voor levensmiddelen
- Art Cologne, de oudste jaarbeurs ter wereld voor kunst, internationaal.
- Gamescom, jaarlijkse promobeurs voor de computergame industrie.
- Internationale Fahrrad- und Automobil-Ausstellung, een jaarlijkse fiets- en auto handelsbeurs
- Photokina, tweejaarlijkse handelsbeurs voor fotografie en film

### Media

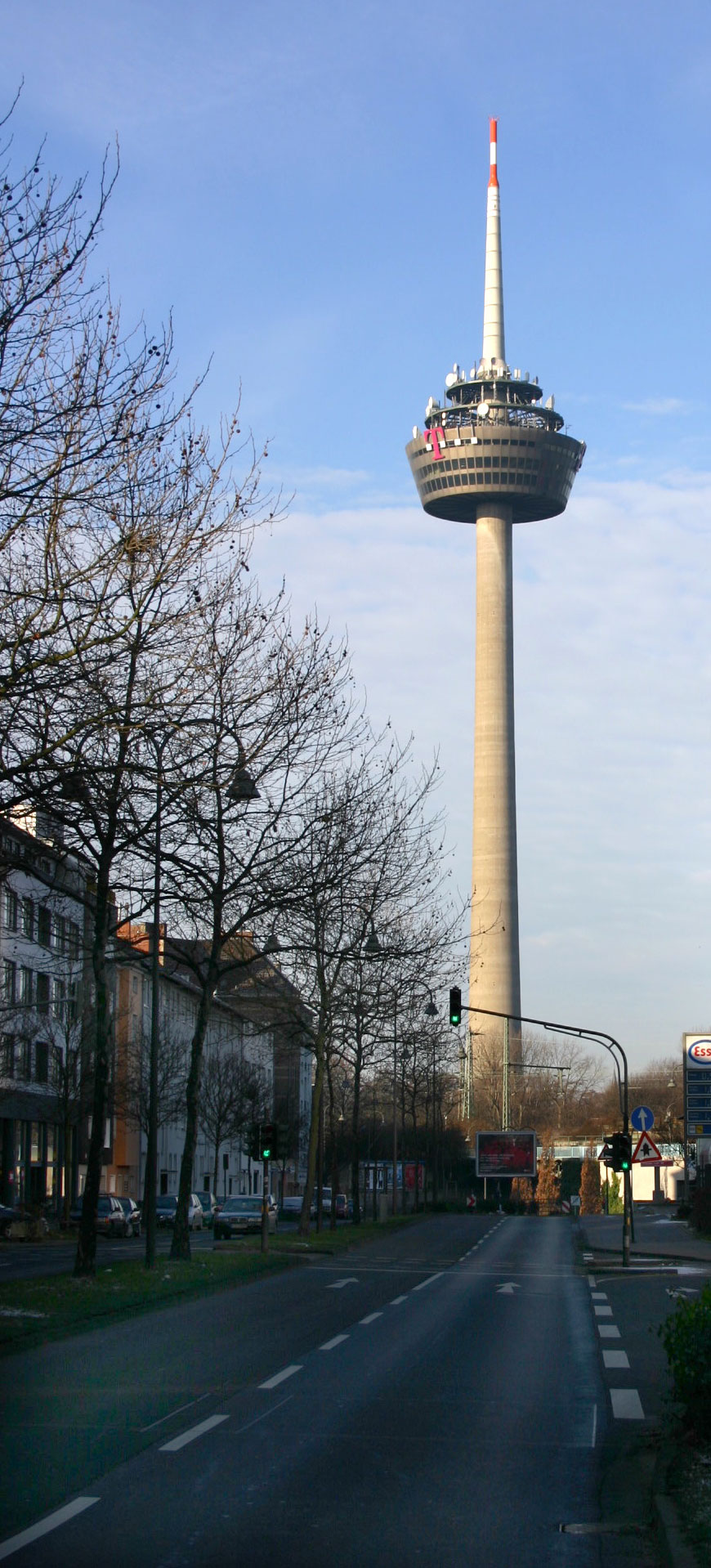
Tv-toren Colonius

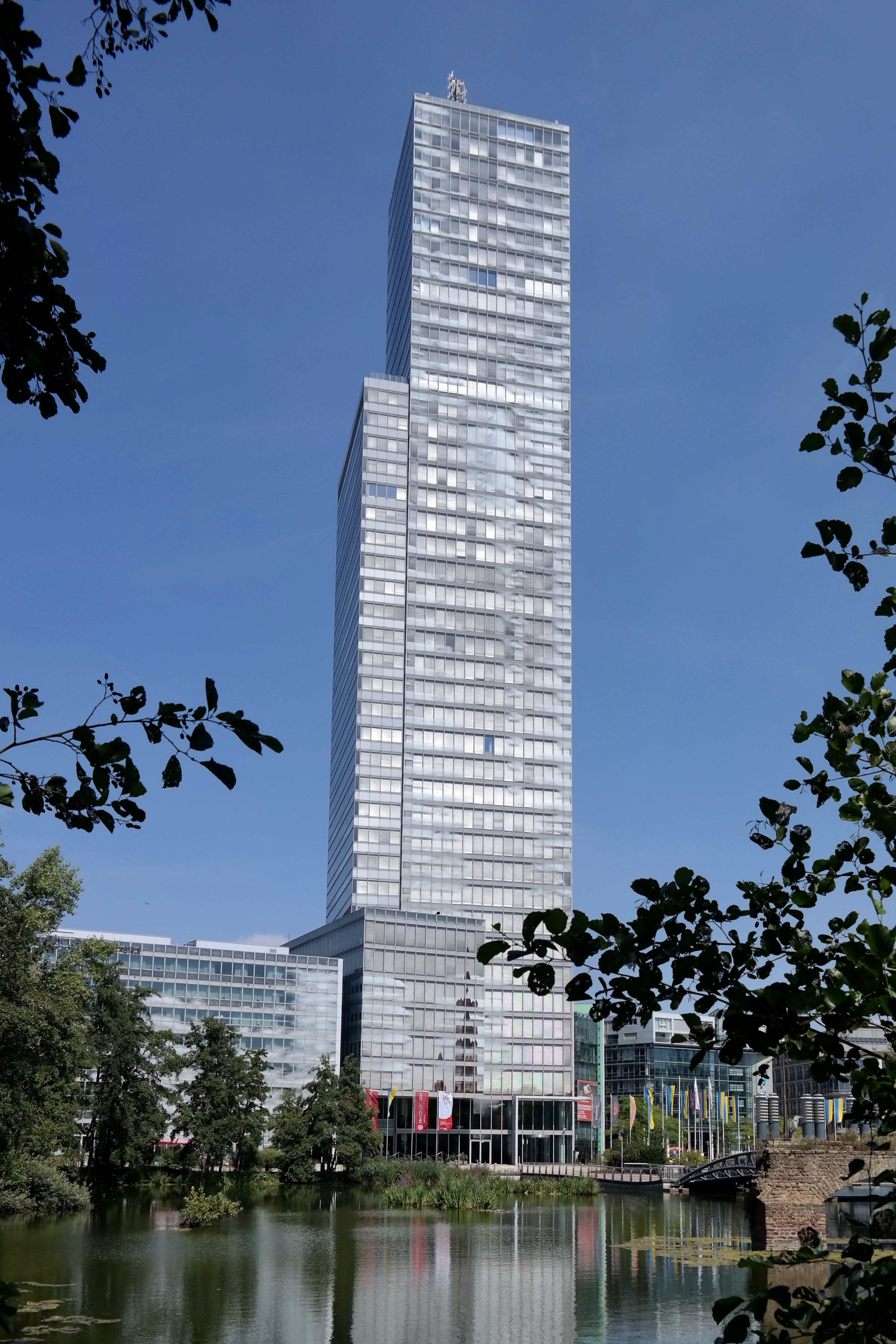
De KölnTurm op het MediaPark, het hoogste kantoorgebouw van Keulen

Keulen is met 30.000 - 40.000 medewerkers een van de belangrijkste mediaplaatsen van Duitsland.
De Westdeutscher Rundfunk - een openbare omroep in de regio West-Duitsland met verschillende regionale en nationale stations - heeft zijn zetel in Keulen en verschaft aan ongeveer 3500 mensen werk. Ook de radiozender Deutschlandfunk, het enige nationale radiostation van Duitsland, is gevestigd in Keulen en tot 2003 gold dat ook voor Deutsche Welle, een internationaal station dat Duitstalige en anderstalige informatieve tv-programma's voor alle werelddelen (niet binnen Duitsland) uitzendt. Laatstgenoemde is echter verhuisd naar Bonn. Naast deze grote omroepen wordt Keulen ook zelf vertegenwoordigd door de lokale zender Radio Köln. Ook op televisie heeft Keulen een eigen zender, Center.TV.
Een grote groep zenders van de RTL Group - RTL, Super RTL, VOX en n-tv - hebben hun gezamenlijk hoofdkwartier in Keulen. Er zijn film- en televisiestudio's gevestigd van de WDR, RTL, Coloneum (MMC-filmstudio's), EMG Duitsland (film- en televisiestudio's Hürth) en CBC (Cologne Broadcasting-studio's).
Ook wat gedrukte media betreft is Keulen een belangrijke stad. In en rond Keulen verschijnen meerdere kranten en tijdschriften. De grote uitgever M. DuMont Schauberg geeft er zowel de Kölner Stadt-Anzeiger als de Kölnische Rundschau uit, die samen een bereik hebben dat buiten Keulen doorloopt tot ver in de Eifel. Van diezelfde uitgever verschijnt ook het boulevardblad Express, die eveneens een groot verspreidingsgebied heeft en tot in Düsseldorf verschijnt. De landelijke tabloid Bild-Zeitung heeft een lokale editie, en de Kölner Stadt-Anzeiger heeft ook een tabloid: de Direkt-Zeitung.
Alle dagelijkse gratis kranten zijn failliet gegaan nadat de grote kranten een eigen lokale gratis krant uitgegeven hebben met het doel om te voorkomen dat gratis kranten zich door zouden zetten. Binnen een maand nadat de gratis kranten gestopt waren, zijn de commerciële kranten onmiddellijk gestopt gratis kranten uit te geven.
Verder verschijnen in Keulen de wetenschappelijke tijdschriften Capital en Impulse. Van lokale betekenis zijn de maandbladen StadtRevue en Kölner. De boekenuitgever Taschen werd opgericht in Keulen. Met daarnaast ook de ondernemingen Kiepenheuer & Witsch en DuMont beschikt Keulen over een aantal belangrijke literaire uitgeverijen.

## Cultuur

### Bezienswaardigheden

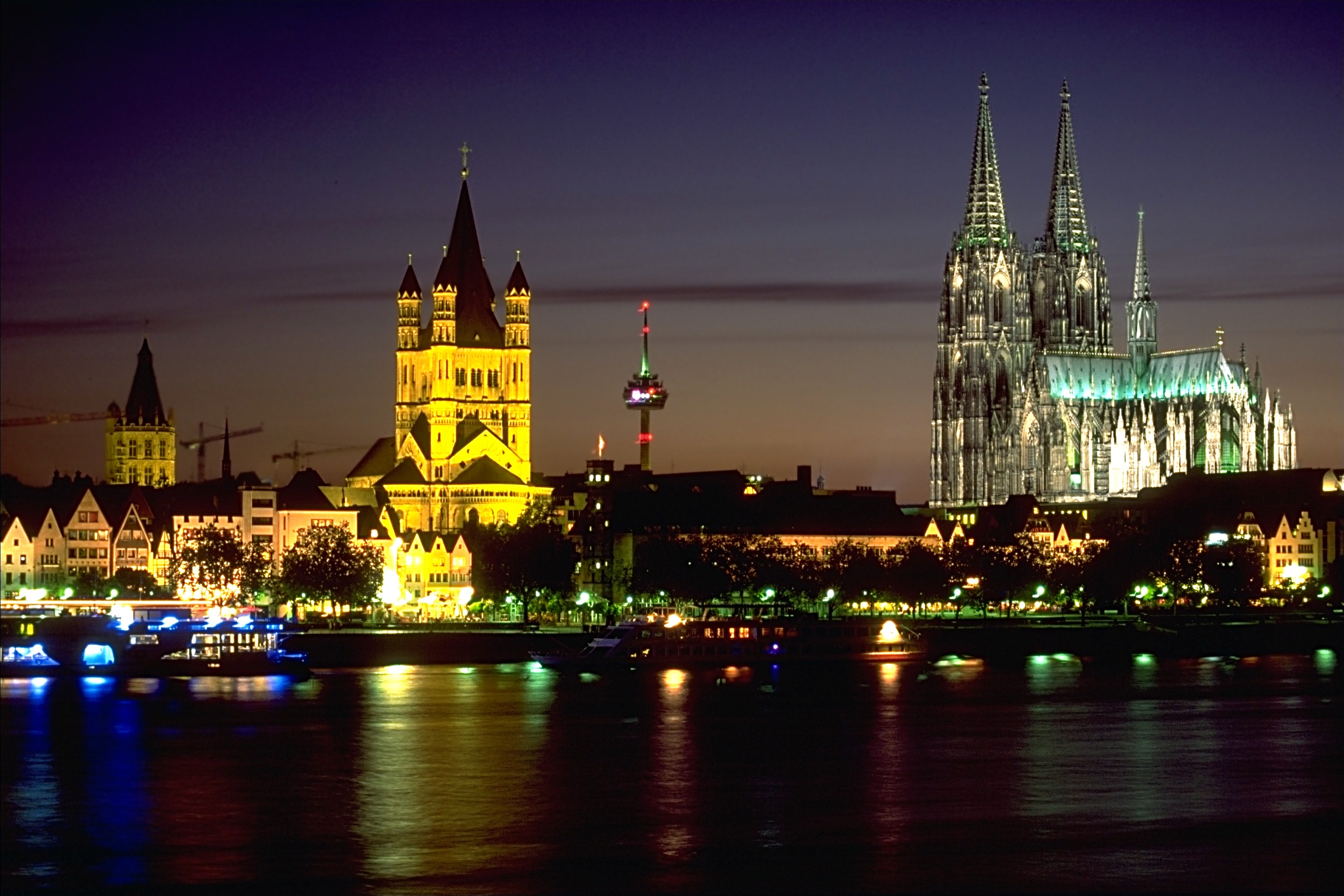
Uitzicht over de Keulse binnenstad bij nacht

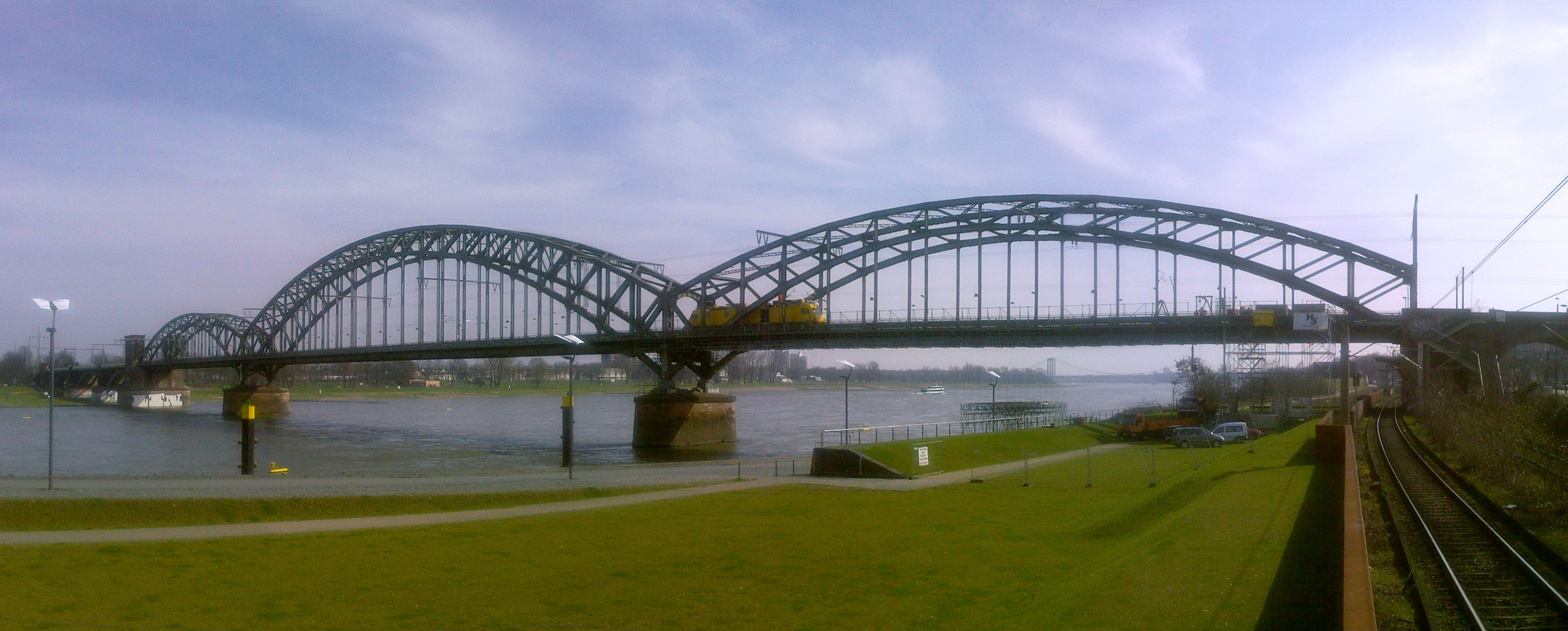
Südbrücke

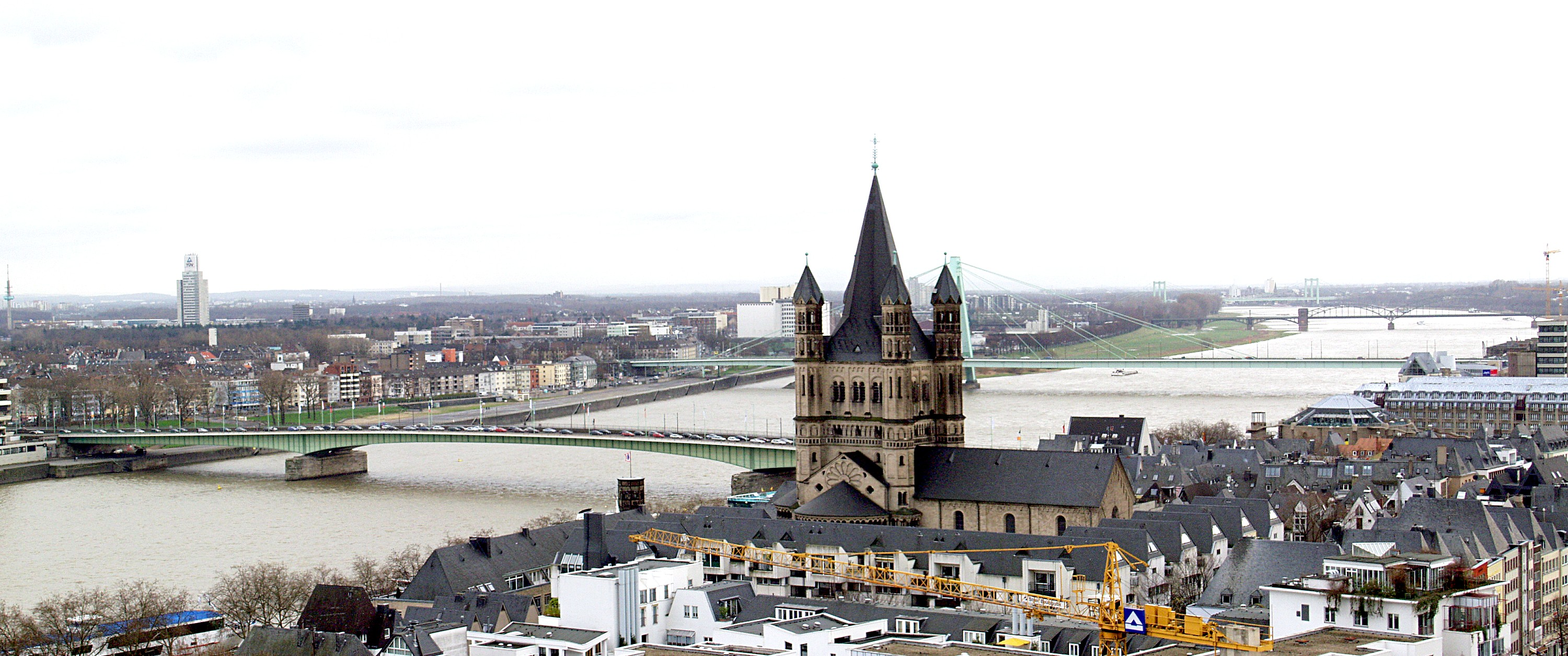
De Deutzer Brücke en de Grote Sint-Martinuskerk

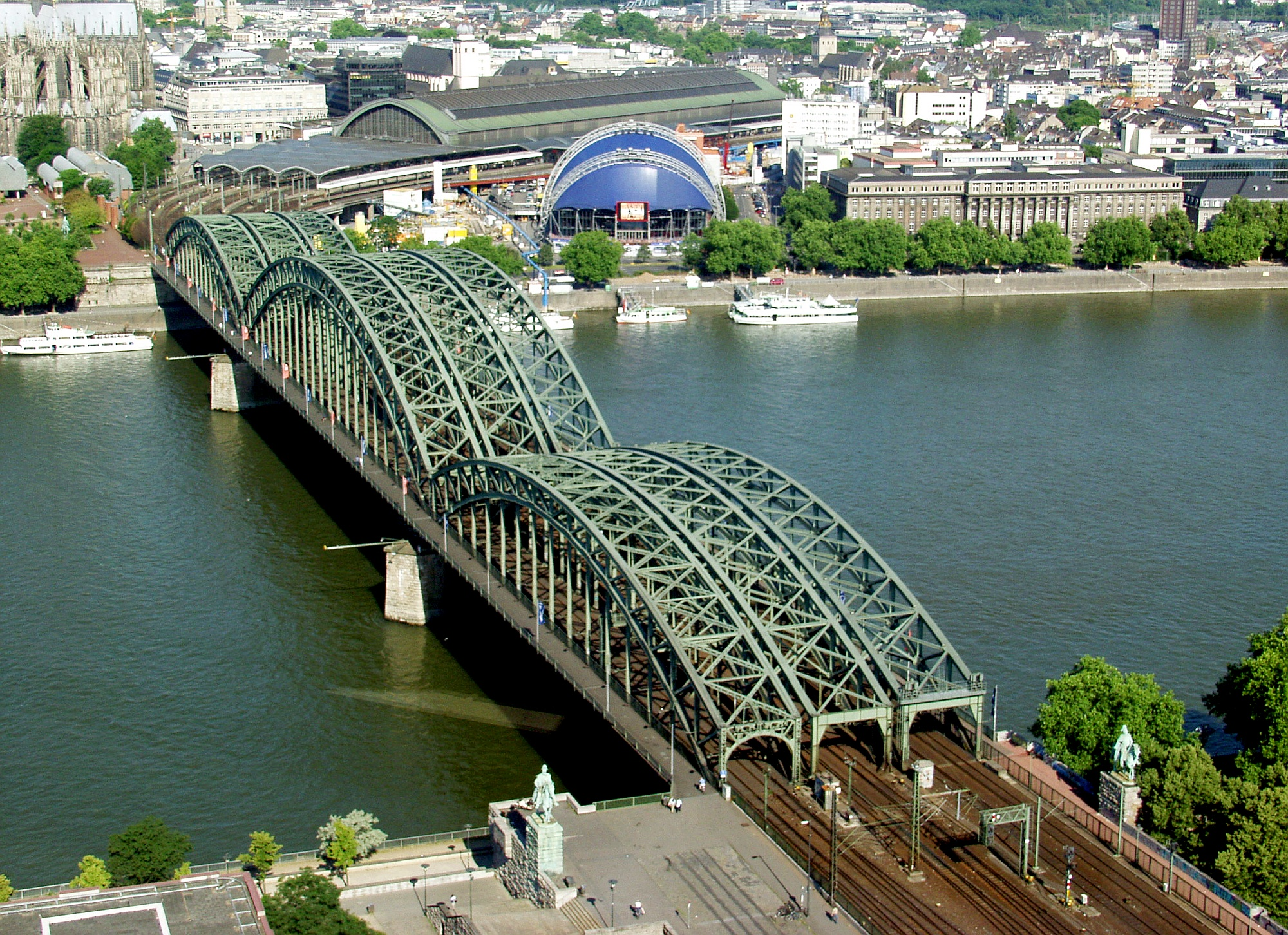
De Hohenzollernbrücke

Het centrum van Keulen werd bijna volledig verwoest tijdens de Tweede Wereldoorlog, hierdoor is de huidige bebouwing grotendeels modern. In de wederopbouw werd de stijl van de jaren 50 gevolgd, waarbij wel de oude indeling, het stratenplan en de straatnamen onveranderd bleven. Als gevolg hiervan wordt het uiterlijk van de stad in het heden gekenmerkt door de eenvoudige en bescheiden stijl van de naoorlogse bebouwing, met hiertussen gebouwen van voor de oorlog die vanwege hun historische belang zijn gerestaureerd. Het bekendste gebouw, de Dom van Keulen, werd tijdens de oorlog weliswaar veertien keer geraakt tijdens luchtaanvallen met als gevolg enkele flinke gaten in het middenschip en de torens, maar kwam, vooral in vergelijking met de rest van de omringende bebouwing, relatief ongeschonden de oorlog door.
- De Dom van Keulen (Kölner Dom) is het bekendste bouwwerk van Keulen en een officieus symbool van de stad. De Dom van Keulen is een gotische kerk. De bouw begon in 1248 en werd pas voltooid in 1880. Sinds 1996 staat het bouwwerk op de Werelderfgoedlijst. In de kerk worden onder andere de Relikwieën van de Drie Koningen bewaard: de heiligen Caspar, Melchior en Balthasar.
- De twaalf grote romaanse basilieken: St. Severin, St. Maria Lyskirchen, Basilika St. Andreas, St. Aposteln, St. Gereon, St. Ursula, St. Pantaleon, Heilige Maria in het Capitool (Sankt Maria im Kapitol), Groß St. Martin, St. Georg, St. Kunibert en Sint-Ceciliakerk. Deze 12 kerken zijn gebouwd in middeleeuwse sacrale stijl. Een aantal van de kerken dateert zelfs uit de Romeinse tijd, zoals de Sint-Gereonkerk, die oorspronkelijk een kapel was op een Romeins kerkhof. Met uitzondering van de Sint-Maria Lyskerk zijn al deze kerken zwaar beschadigd tijdens de Tweede Wereldoorlog waarbij soms alleen nog maar de buitenmuren overbleven; de wederopbouw werd pas voltooid in 1985. Daarnaast is er de Sint-Johannes de Doperkerk die stamt uit de middeleeuwen.
- De Rijn. Naast de vele bruggen kan men de rivier oversteken met de Rheinseilbahn, een kabelbaan die beide oevers met elkaar verbindt ter hoogte van de Zoobrücke. Verder zijn er rondvaarten over de Rijn.
- De Altstadt is het centrum van de binnenstad, gelegen ten westen van de Rijn bestaande uit een noordelijk en een zuidelijk deel. Hier liggen onder andere de Alter Markt en de Heumarkt.
- Het Rathaus, het stadhuis van Keulen. Het werd gesticht in 1135, de voorkant, de "Spaanse bouw", werd in 1569 opgericht. De toren werd in de oorlog net als de rest van Keulen zwaar beschadigd en brandde bijna volledig uit.
- Praetorium, ondergrondse Romeinse tempelruïne onder het Rathaus. Ingang "Kleine Budengasse"
- De oude stadsmuur. De stadsmuur is al lang geleden voor een groot deel gesloopt, maar er staan hier en daar nog stukken overeind. De overblijfselen zijn het beste te zien bij de oude stadspoort Ulrepforte en tussen de Hansaring en de Christophstraße.
- Glockengasse 4711 is het adres waar vroeger de bekende eau de cologne werd geproduceerd. Er is op dit adres een winkel gevestigd waar men allerlei parfums kan kopen. In het huis waar de parfum is uitgevonden, het Farina-Haus, zit een museum.
- De wijken Belgisches Viertel en "Neu-Ehrenfeld" (tussen Subbelrath en Nußbaumerstraße) zijn beide gebouwd in jugendstil-/gründerzeit-stijl

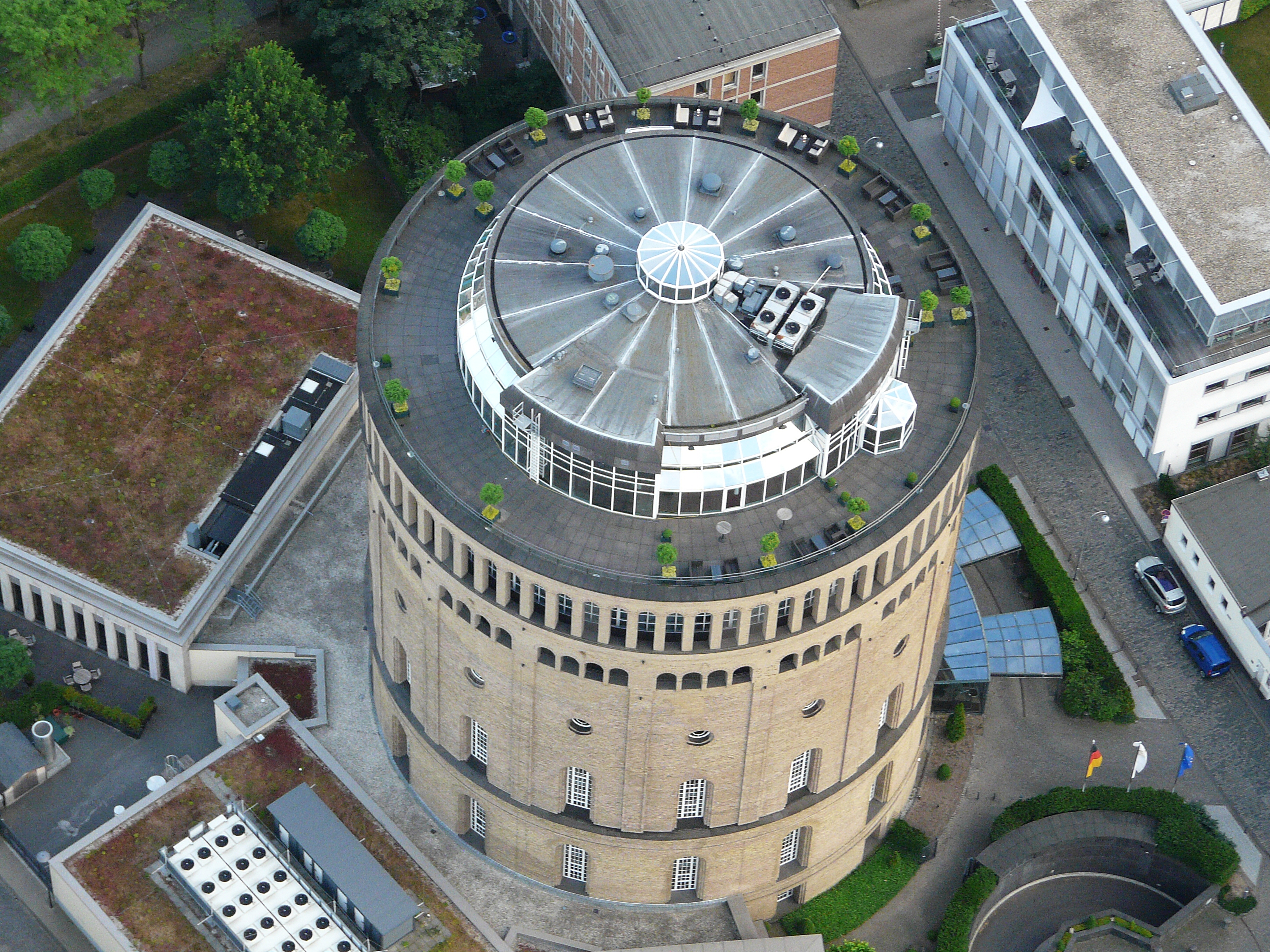
Hotel im Wasserturm, Keulen

- Het in een monumentale, voormalige watertoren gebouwde Hotel im Wasserturm is, mede omdat het interieur is ontworpen door de beroemde Franse designer Andrée Putman,   van grote cultuurhistorische betekenis.  Het gebouw staat niet ver ten zuiden van de binnenstad.

#### Bruggen over de Rijn
Stroomafwaarts, van zuid naar noord:
- Rodenkirchener Brücke, Autobahnbrücke Rodenkirchen, lengte 567m, hangbrug van de buitenwijk Keulen-Rodenkirchen naar Keulen-Poll. Voor de snelweg A4, ook voor voetgangers en fietsers. 
Gebouwd 1938, vernield 1945, herbouwd 1952.
- Südbrücke, lengte 368m, drievoudige boogbrug van Keulen-Bayenthal naar Keulen-Porz. Voor het spoorverkeer, ook voor voetgangers en fietsers. 
Gebouwd 1910, vernield 1945, herbouwd 1946-1950.
- Severinsbrücke, lengte 691m, tuibrug van het zuidelijke centrum naar Keulen-Poll, voor auto's, tram/metro, fietsers en voetgangers. 
Gebouwd 1958/1959
- Deutzer Brücke, lengte 437m, van het centrum naar Köln-Deutz. Nu voor auto's, tram/metro, fietsers en voetgangers. 
Romeinse boogbrug gebouwd circa 310, in de middeleeuwen als pontbrug, hangbrug gebouwd 1935, ingestort 1945, nieuwbouw als liggerbrug 1947/1948
- Hohenzollernbrücke, lengte 409m, drievoudige boogbrug van de Dom naar Köln-Deutz. Voor spoorverkeer, ook voor fietsers en voetgangers. 
Gebouwd 1859, vernieuwd 1907-1911, beschadigd 1945, herbouwd 1945-1959.
- Zoobrücke, lengte 597m, liggerbrug van de dierentuin naar Keulen-Kalk. Voor de snelweg, ook voor fietsers en voetgangers. 
Gebouwd 1962-1966
- Mülheimer Brücke, lengte 708m, hangbrug van Keulen-Riehl naar Keulen-Mülheim. Voor auto's, tram/metro, fietsers en voetgangers. 
Gebouwd 1927-1929, vernield 1944, herbouwd 1949-1951
- Leverkusener Brücke, lengte 687m, hangbrug van Keulen-Merkenich naar Leverkusen. Voor de snelweg A1, ook voor fietsers en voetgangers. 
Gebouwd 1961-1965,  reconstructie 2017-2024

#### Musea en andere attracties
Keulen heeft een groot aantal musea en recreatiegelegenheden. Van de grotere musea kunnen genoemd worden:
- Wallraf-Richartz-Museum, een museum met schilderijen, beeldende kunst en design van de Middeleeuwen tot impressionisme.
- Museum Ludwig, een museum met een kunstcollectie uit de 20e eeuw en het heden.
- Römisch-Germanisches Museum, een in 1974 opgericht museum met artefacten uit de Prehistorie, Romeinse tijd en de Middeleeuwen, met name veel archeologische vondsten uit Romeins Keulen.
- Kölnisches Stadtmuseum, een museum over de geschiedenis van Keulen vanaf de middeleeuwen, gevestigd in het Zeughaus.
- Domschatkamer, een museum van kerkelijke kunst bij de dom (voornamelijk middeleeuws, barok en 19e-eeuws).
- Kolumba (voorheen: Diözesanmuseum), een museum van kerkelijke kunst van de oudheid tot hedendaags.
- Museum Schnütgen, een museum van religieuze kunst in de Sint-Ceciliakerk.
- Museum für Angewandte Kunst, een museum van toegepaste kunst en design.

Daarnaast zijn er vele kleinere musea. Zo is er het Duftmuseum in het Farina-Haus tegenover het stadhuis. Dit museum is gewijd aan geuren en parfum, en is gevestigd in het huis waar de eau de cologne haar wortels heeft. Het EL-DE-Haus is het voormalige hoofdkwartier van de Gestapo in Keulen. In dit gebouw waar gevangenen werden ondervraagd, gemarteld en geëxecuteerd, is nu een museum over nazi-Duitsland gevestigd.
Keulen beschikt tevens over tal van andere recreatiemogelijkheden. De Kölner Zoo is een grote dierentuin, vooral bekend om zijn primaten en zijn grote olifantenterrein. Naast de Zoo bevindt zich het Aquarium Köln. Men vindt er onder andere een Rifaquarium, het Rheinpanorama (vissen uit de Rijn) en krokodillen. Achter de Zoo en het Aquarium is de gratis toegankelijke botanische tuin Flora Köln met twee grote tropenhuizen te vinden. In de nabije omgeving van Keulen ligt het attractiepark Phantasialand.

#### Theater
Keulen heeft een traditie op het gebied van theater. Er zijn veel diverse theaters, grote theaters en kleine familietheaters, kindertheaters, muziektheaters, poppentheaters en zelfs theaters waar in het Kölsch opgetreden wordt.
Het grootste theater van Keulen is het gerenommeerde Schauspiel Köln. Andere theaters zijn:
- Halle Kalk
- Schlosserei
- Hänneschen, poppentheater in het Kölsch
- Theater am Dom, boulevardtheater
- Senftöpfchen-Theater, Cabaret en kleinkunst
- Volkstheater Millowitsch, echt volkstheater in het Kölsch
- Theater am Sachsenring, spel, (Duitse) taal, kleinkunst en cabaret
- Theater der Keller, avant-garde, maar ook kleine hedendaagse interpretaties van klassiekers
- Theater im Bauturm, literair hedendaags
- Comedia Colonia, kinderen, jongeren en kleinkunst
- Scala Theater Köln, soms oer-Keuls en vaak plat
- Artheater, muziektheater en modern toneel
- Casamax, af en toe artistiek

Daarnaast zijn er kleinere theaters: het Arkadas Theater, Atelier Theater, Cassiopeia-Bühne, Eifelturm, Freies Werkstatt Theater, Horizont Theater, Inteata, I Pagliacci Theater, Kabarett Theater Klingelpütz, Lapislazuli Puppentheater, Monteure, MusikTheater Werkschutz, N.N. Theater - Neue Volksbühne Köln, Ömmes und Oimel, Orangerie - Theater im Volksgarten, Piccolo-Theater, Studio-Bühne, Theater im Hof, Theater Michoels (eerste joodse theater van Duitsland), Theater Pusteblume, Theater Tiefrot en het Theaterpädagogisches Zentrum.

### Muziek

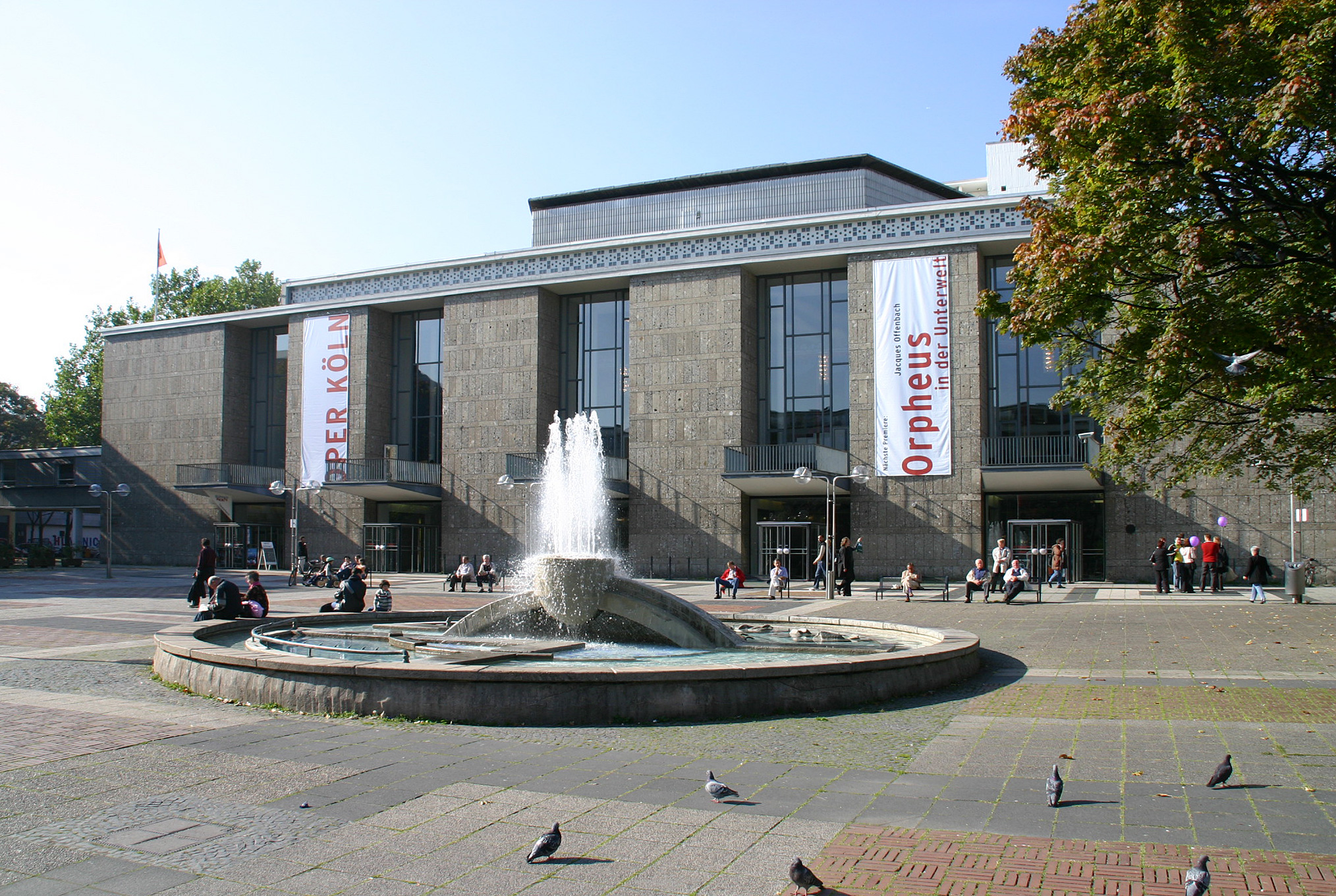
Operagebouw Oper Koln

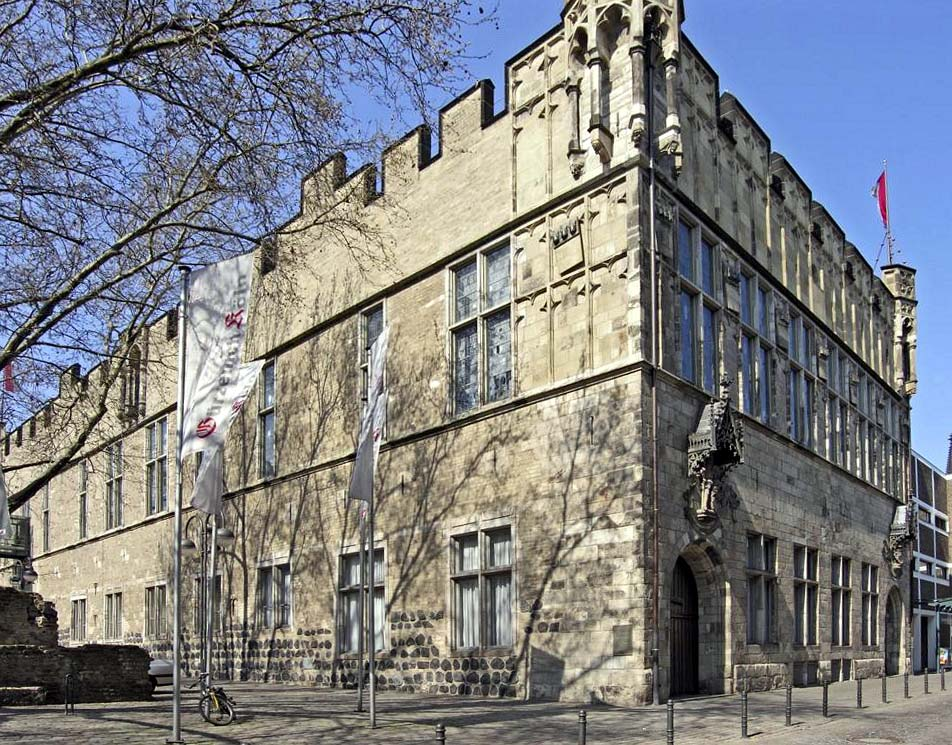
Concertgebouw en feestzaal Gürzenich

Keulen herbergt een groot aantal symfonie- en kamerorkesten. Het Gürzenichorkest is een groot orkest dat in 1857 werd opgericht en in 1888 eigendom is van de stad. De naam verwijst naar een gelijknamige concertzaal. Bekende leiders waren Conradin Kreutzer, Hermann Abendroth, Günter Wand, Marek Janowski en James Conlon. Tegenwoordig staat het orkest onder leiding van Markus Stenz. Het tweede grote orkest is het WDR Sinfonieorchester, dat in 1947 werd opgericht. Naast de genoemde twee grote symfonieorkesten zijn er ook meerdere kamerorkesten, zoals Capella Colonienseis, Collegium Aureum (1964), Concerto Köln (1985) en Musica Antiqua Köln (1973). De WDR Big Band Köln is een internationaal gewaardeerde jazz-bigband. Bijna twintig professionele koren zijn aangesloten aan de "Arbeitskreis Kölner Chöre", zoals het Philharmonische Chor Köln, Kartäuserkantorei Köln, Kölner Kammerchor, Bach-Verein Köln, Kölner Domchor, Kölner Männer-Gesang-Verein.
Daarnaast is een aantal bekende bands afkomstig uit Keulen. Zo was de avantgardistische rockband Can in de jaren 60/70 van de twintigste eeuw een bekende groep. De band is opgebouwd rond de basgitarist en geluidstechnicus Holger Czukay en de zanger Damo Suzuki.
Ook nadien zijn er diverse grote en kleinere bands ontstaan, waaronder een groot aantal Kölschtalige. Een daarvan is de sociaalkritische rockband BAP, rond de zanger en songwriter Wolfgang Niedecken. Ook buiten Duitsland werd hun song "Kristallnaach" in de jaren 80 een hit. Ook Bläck Fööss zingt in het dialect en is een band met wortels als The Beatles-coverband, later als muzikale en succesvolle carnavalsband. En verder in verschillende genres bezig. Een andere succesvolle carnavalsband - die wederom in het Kölsch zingt - is De Höhner, de "nummer 2" in de stad na de Bläck Föös. Zij maken al decennia de clubliedjes van 1. FC Köln. Van beide bands werden songs in het Nederlands vertaald. Ten slotte zijn er de Kölschtalige bands Brings en Zeltinger Band en de a capella-groep Wise Guys.
Bekende poppodia in de stad zijn Gürzenich, E-Werk en het Palladium.

### Evenementen
- Carnaval - van donderdag tot Aswoensdag, 40 dagen voor Pasen. Begin is elk jaar 11-11 in het jaar ervoor, grootschalig op de Alter Markt en in het historisch centrum buiten en binnen. Vanaf 11 november start de "binnencarnaval", en in de bovengenoemde week 40 dagen voor Pasen dan weer "op alle straten" van de stad. Bijzonder is hier donderdag (de eerste dag), Weiberfastnacht. Traditioneel is dit de dag van de vrouwen, in die het alle vrouwen "toegestaan" is om mannen met een schaar de stropdassen af te knippen. Hoogtepunten zijn zaterdag, zondag en vooral maandag "Rosenmontag" met de grote optocht. Op dinsdagavond om middernacht (of soms ook iets eerder) wordt het carnaval beëindigd met de rituele verbranding van een stroman onder groot lawaai. De "Nubbel", een stroman, is de personificatie van het carnaval en de zonde. Door hem te verbranden en erna 40 dagen te gaan vasten zijn de katholieke Keulenaren hen carnavalsuitbarstingen "vergeven".
- Kerstmarkten - in de eerste weken van december vinden traditioneel de kerstmarkten plaats in Keulen. Enkele van bekendste zijn de markten Am Dom -aan de zuidzijde van de Dom-, Alter Markt en Heumarkt -in het historisch stadscentrum, naast het Rathaus-, Neumarkt en Rudolfplatz - een kleinere kerstmarkt voor de oude stadspoort, Christmas Avenue - speciaal gericht op homoseksuelen.
- MusikTriennale Köln - grootschalig internationaal driejaarlijks klassiek muziekfestival.
- Orgelfeierstunden - internationale orgelconcerten in de Dom - elk jaar van juni t/m september, iedere dinsdag, 20 uur.
- c/o pop (Cologne On Pop) - festival voor elektronische popmuziek - 15 t/m 17 augustus.
- Summerjam - grootste Europese reggaefestival tijdens het eerste weekeinde van juli op het Fühlinger See-Insel
- Internationales Köln Comedy Festival - in oktober plaatsvindend, twee weken durend komedie- en cabaretevenement in verschillende grote en kleine theaters in de stad.
- Christopher Street Day (CSD), de grootste homo-optocht ("Gay Pride") van Europa.
- Kölner Lichter - jaarlijks groot vuurwerk op de Rijn. Alle toeschouwers wordt verzocht om een kaars of fakkel mee te nemen, zodat op beide Rijnoevers en op alle 8 Rijnbruggen dus ook honderdduizenden lichten schemeren.

### Sport

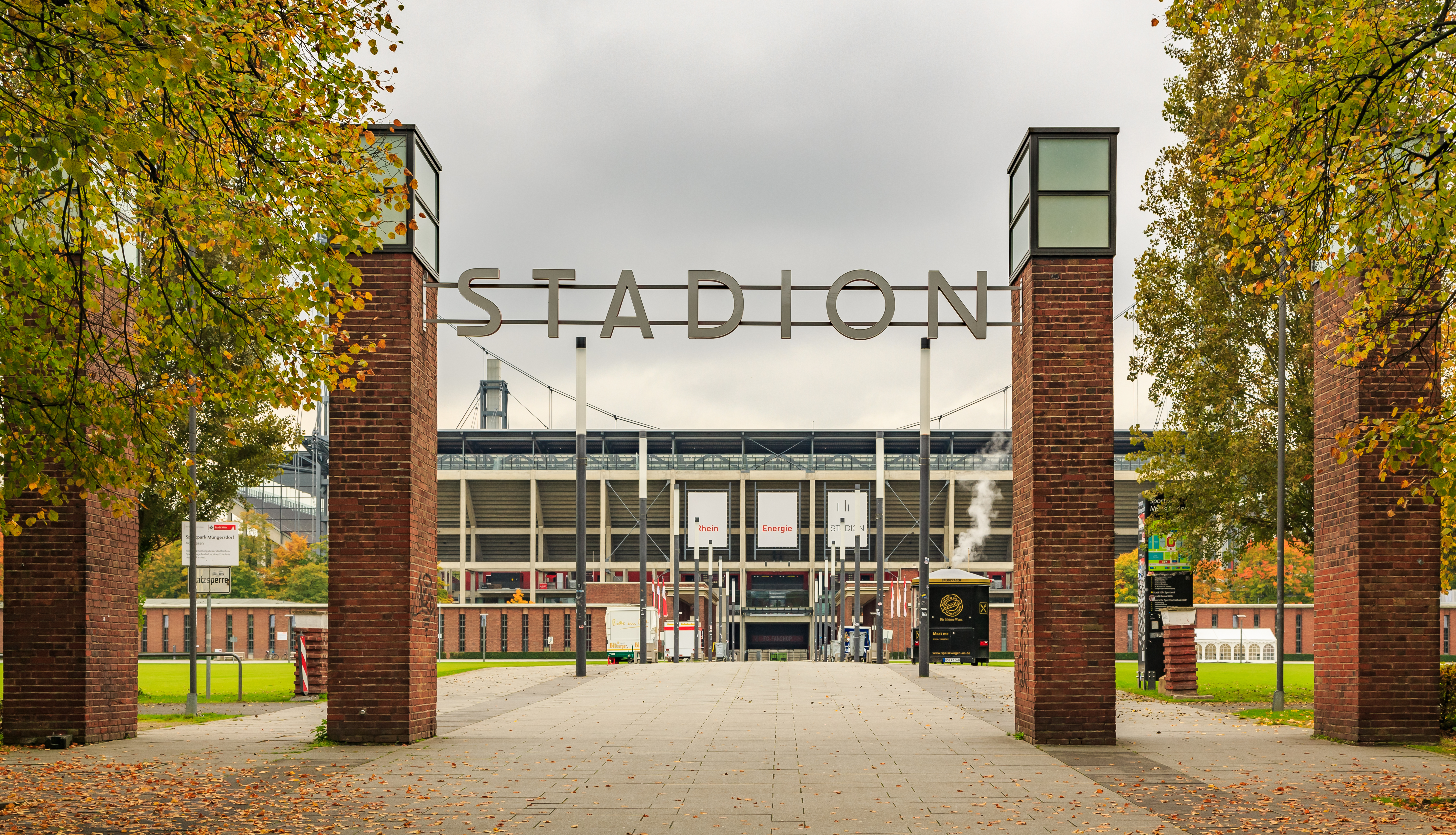
Ingang van het RheinEnergieStadion

In de begindagen van het Duitse voetbal waren er vele clubs in Keulen, die echter niet opgewassen waren tegen andere clubs uit de buurt. In februari 1948 ontstonden de twee grootste clubs uit de stad na een fusie tussen Kölner BC 01 en SpVgg Sülz 07 tot 1. FC Köln en Victoria 1911 met twee kleinere clubs tot SC Fortuna Köln. In 1957 kwam er nog een derde club bij, SC Viktoria Köln na een fusie tussen Rapid Köln en SC Preussen Dellbrück. Van de drie grootste clubs werd 1. FC veruit de succesvolste.
Keulen beschikt met het RheinEnergieStadion over een groot stadion dat plaats biedt aan ongeveer 50.000 mensen. Het stadion is de thuisarena van 1. FC Köln en was ook de thuishaven van de inmiddels opgeheven Americanfootballclub Cologne Centurions. Bovendien werden er in het RheinEnergieStadion wedstrijden gespeeld voor het WK voetbal 2006 en EK voetbal 2024. Eerder werd er al in Keulen gespeeld voor het EK voetbal van 1988 in het voormalige Müngersdorfer Stadion.
Naast 1. FC Köln komen de ijshockeyploeg Kölner Haie, de handbalploeg VfL Gummersbach en het basketbalteam Köln 99ers eveneens uit op het hoogste nationale niveau. Deze twee ploegen spelen hun thuiswedstrijden in het andere grote stadion van Keulen: de Lanxess Arena (voorheen Kölnarena), de grootste evenementenhal van Duitsland met 20.000 plaatsen. De Lanxess Arena wordt gebruikt voor concerten, maar er worden ook veel sportevenementen gehouden. Naast de functie als thuisbasis voor de eerder genoemde sportploegen, was de Lanxess Arena al eens gastheer van het WK IJshockey in 2001, 2010 en 2017. Keulen was ook speelstad bij het WK ijshockey van 1955. Geen Duitse stad was vaker gastheer van dat toernooi. De Lanxess Arena werd ook gebruikt voor het WK Handbal in 2006.
Ten slotte heeft Keulen nog een aantal sportevenementen, zoals de marathon van Keulen en de Ronde van Keulen, een eendaagse wielerwedstrijd en een van de oudste wielerwedstrijden in Duitsland.

### Bier

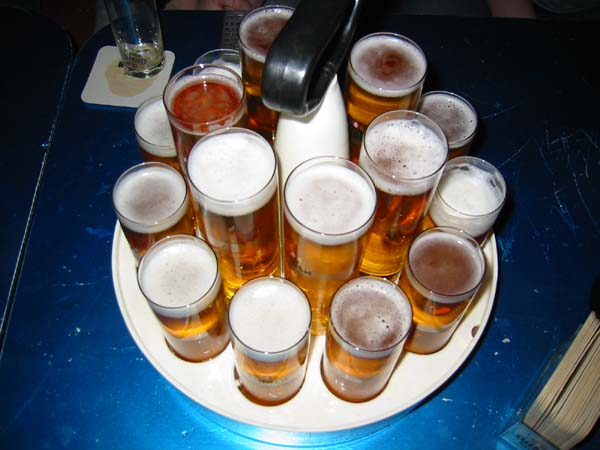
Glazen Kölschbier

Kölsch is naast een dialect ook de naam van het speciale Keulse bier. Kölsch is van hoge gisting en is als enige biersoort door de EU beschermd: Het mag alleen maar Kölsch heten als het in Keulen (of omgeving) gebrouwen is. Dit is dezelfde wettelijke bescherming als bijvoorbeeld voor Champagne of Cognac. Kölsch-bier is bovengistend, licht van smaak, heeft een gouden kleur en bevat 4,8 % alcohol. Het wordt gebrouwen volgens het Reinheitsgebot van 1516, maar de Keulse brouwtraditie gaat terug tot het jaar 873.
Bier van hoge gisting heeft een hogere omgevingstemperatuur (15-20 °C) nodig dan bier van lage gisting, bijvoorbeeld pils. Dit maakt het tijdens het brouwproces kwetsbaarder voor verontreinigingen door andere bacteriën. Vermoedelijk heeft de traditie van hoge gisting ermee te maken dat in de middeleeuwen nog geen koeltechnieken bestonden. Kölsch in zijn huidige vorm wordt pas sinds ruim 100 jaar gebrouwen, hiervoor brouwde men in Keulen vooral Wieß (Kölsch voor wit/weiß), een witbier van hoge gisting dat je in principe als ongefiltreerd Kölsch kunt omschrijven. Pas in en na de Tweede Wereldoorlog werd Kölsch zo populair als het nu in Keulen is. Dat kwam vermoedelijk door logistieke problemen maar vooral omdat men onderscheid zocht van het Duitse pils.
Er bestaan zo'n 32 merken Kölsch. De meest bekende zijn "Reissdorf"-, "Früh"- en "Gaffel"-Kölsch.

## Verkeer en vervoer
Keulen is al sinds de Romeinse tijd een belangrijk knooppunt voor alle soorten van verkeer.

### Autoverkeer

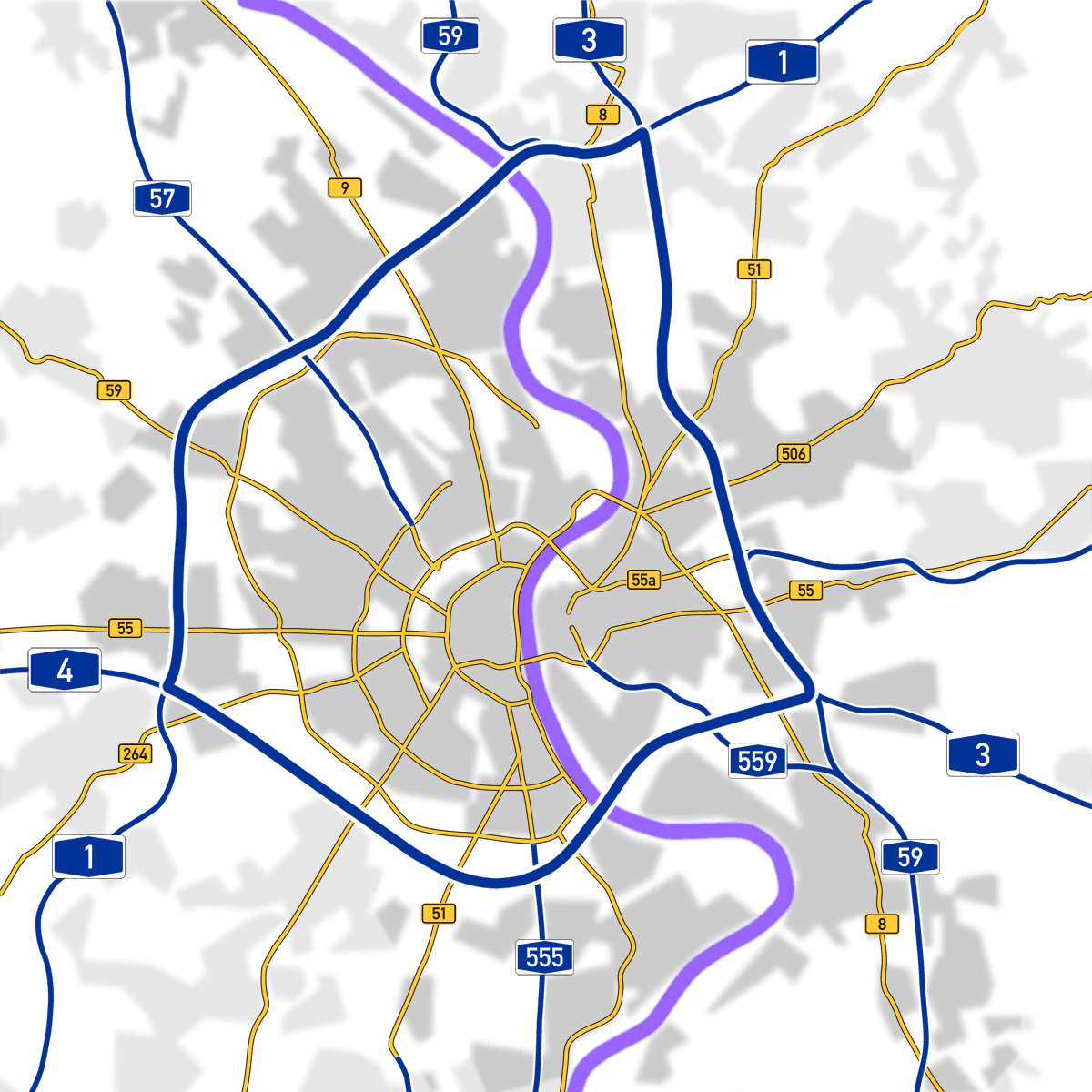
Kaart van het wegennet in en om Keulen

Sinds de Romeinse tijd al leiden een aantal grote wegen de stad uit: De Aachener Straße naar Aken, de Venloer Straße naar Venlo, de Neußer Straße naar Neuss (en Xanten), de Deutzer Freiheit en Kalker Hauptstraße naar het toenmalige Germanië, de Frankfurter Straße naar het zuidelijke toenmalige Germanië en het later ontstane Frankfurt am Main, de Bonner Straße naar Bonn (en via de Alpen verder naar Rome), de Luxemburger Straße naar Trier (bij Luxemburg) en meer. Deze wegen zijn een belangrijke rol blijven spelen in het huidige wegennet. 
 Verder is er een snelwegnet (Autobahn):
De Autobahnring Keulen behoort tot de drukste wegen van Duitsland. De volgende wegen hebben een aansluiting op of maken deel uit van die ring: 

 A1 Oostzee – Saarbrücken (-Frankrijk) (E22, E31, E37, E47) 

 A3 (Oostenrijk -) Passau – Oberhausen/Zevenaar (Nederlandse A12) (E34, E35, E41, E42, E45, E56) 

 A4 (Krakau in Polen, Poolse A4 -) Dresden – Heerlen (Nederlandse A76) en verder naar Brussel (E40) 

 A57 Keulen Centrum – Nijmegen/Goch parallel langs de Rijn en doorgaand als Nederlandse A77 (E31) 

 A59 Duisburg – Bad Honnef (verder als Rheinuferstraße B42) 

 A555 Keulen – Bonn, was in 1932 de eerste Autobahn van Duitsland. 

 A559 Keulen Zuid (rechter Rijnoever) – Dreieck Köln-Heumar (aansluiting A59) luchthaven Keulen (CGN)

### Spoorverkeer

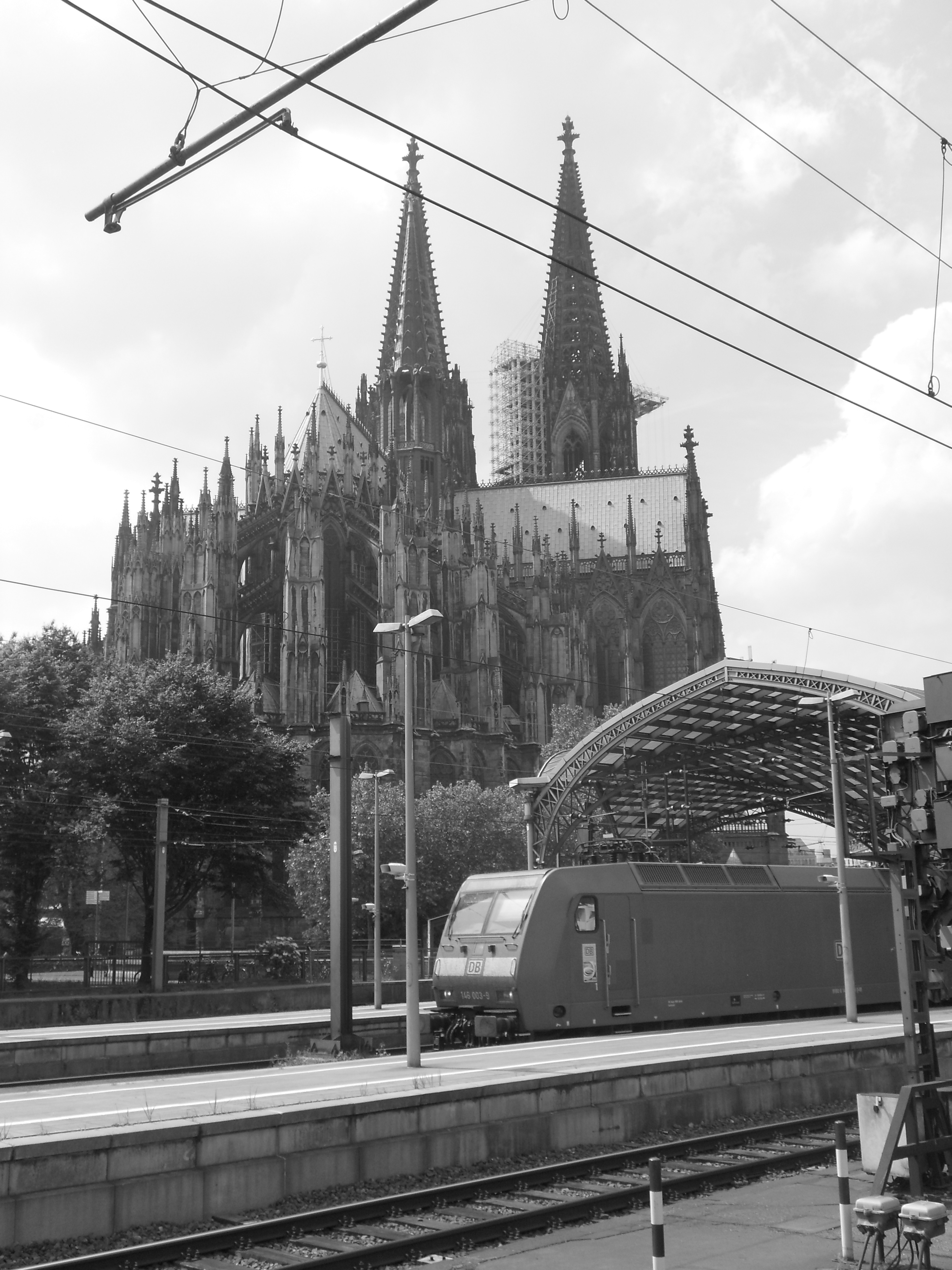
Dom vanaf het perron van Köln Hbf

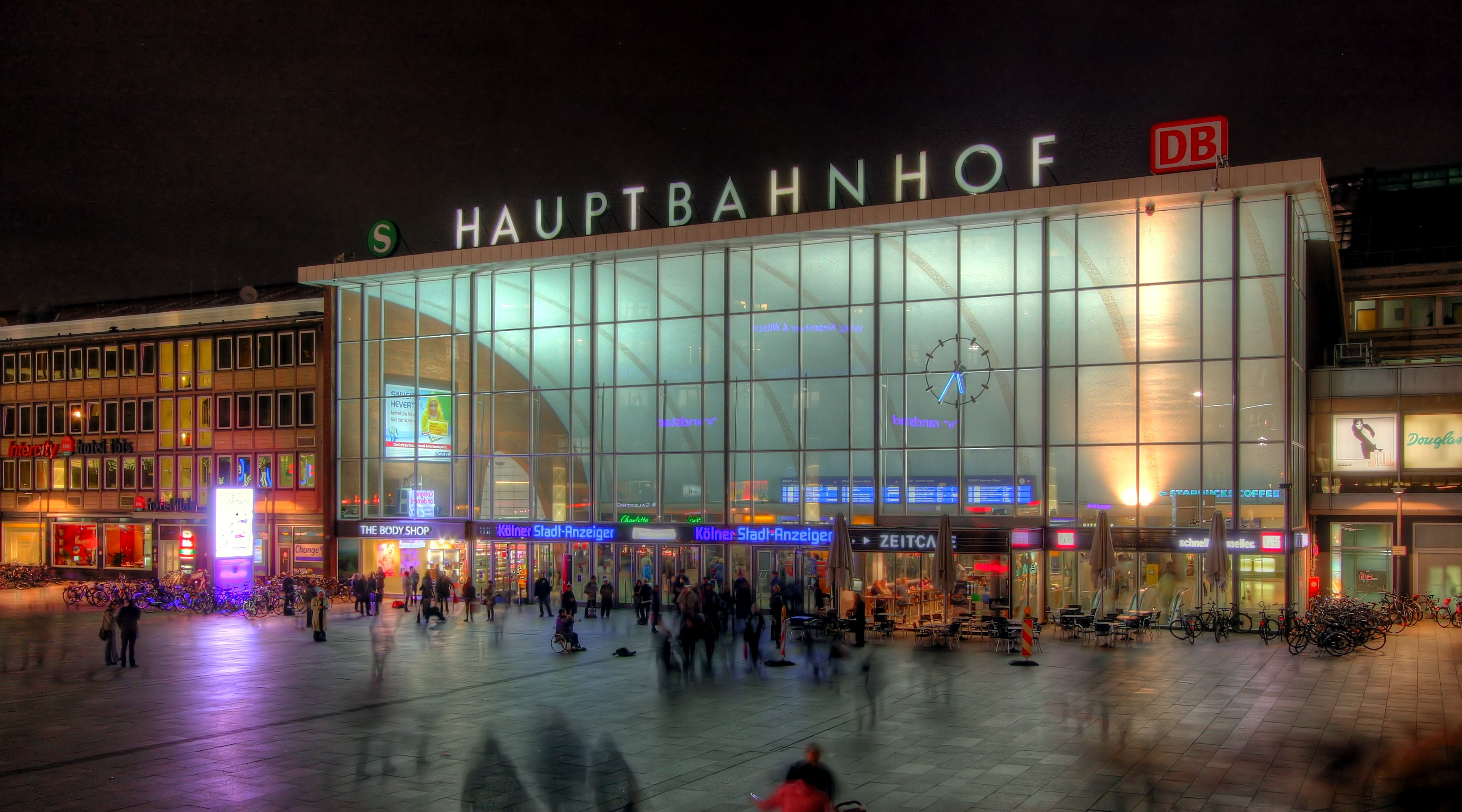
Station Keulen Hbf bij nacht

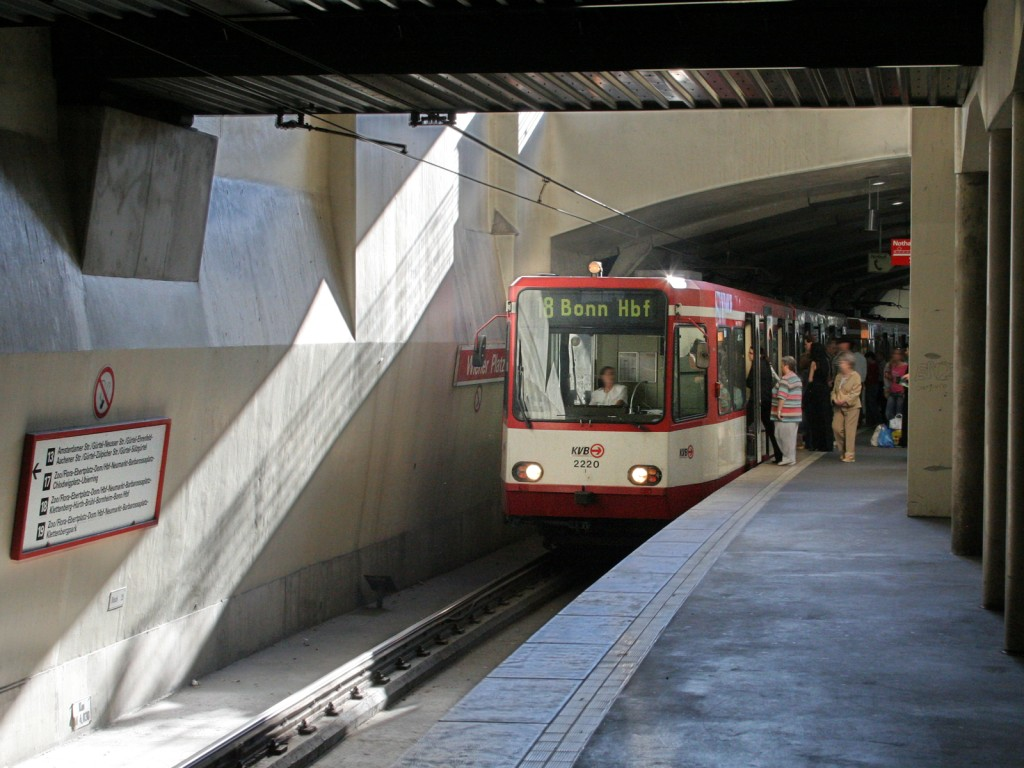
Een tram van de Stadtbahn arriveert op station Wiener Platz

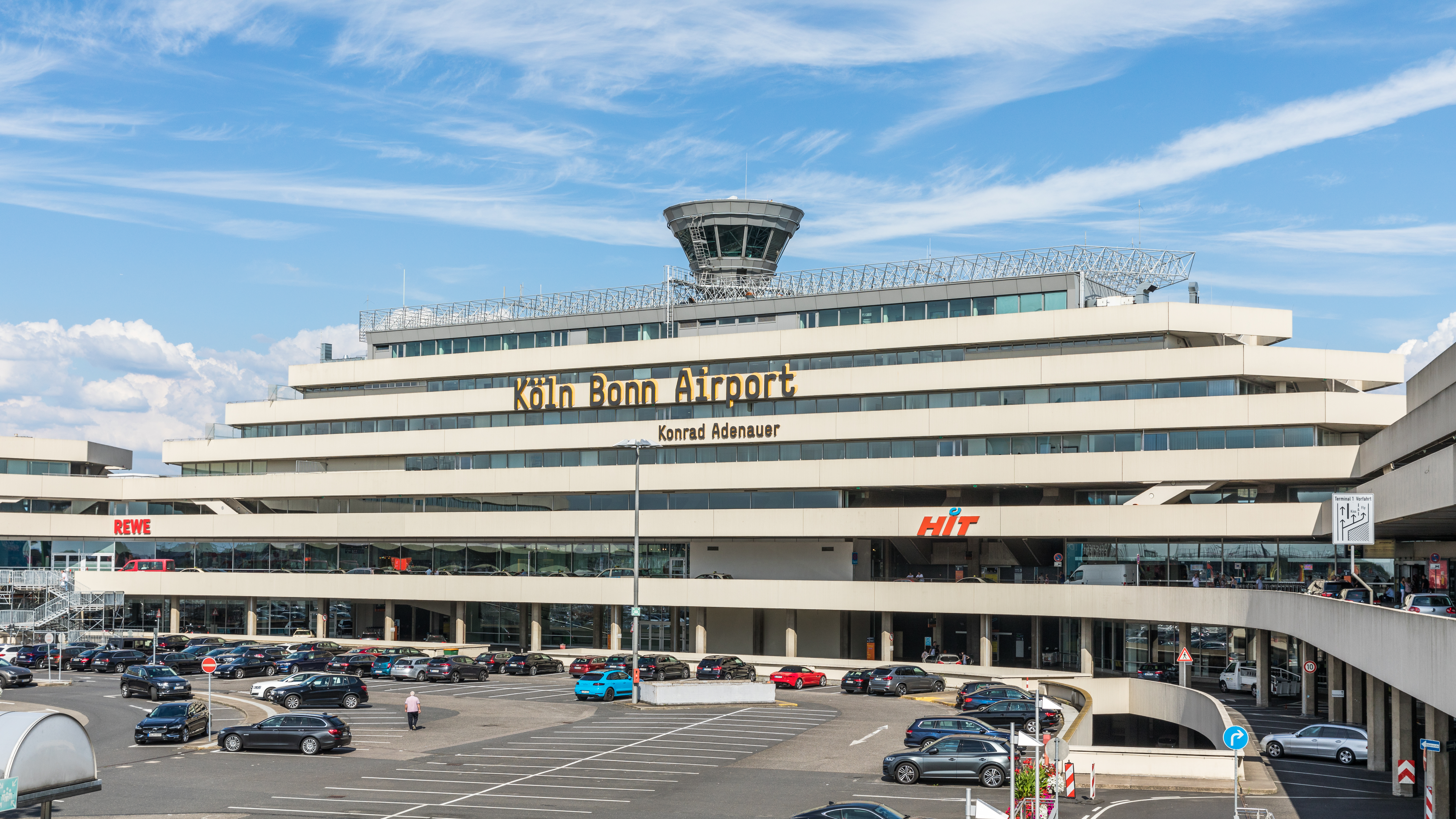
Terminal 1 van Luchthaven Keulen-Bonn

Keulen heeft drie internationale treinstations:
- Köln Hauptbahnhof aan de linker Rijnoever naast de dom. Met 1230 treinen per dag en 250.000 reizigers per dag is Köln Hbf een van de grootste stations van Duitsland en een van de belangrijkste stations van Europa. Er gaan directe internationale treinen naar allerlei bestemmingen in West- en Centraal-Europa. Köln Hbf heeft twee metrostations, "Dom/Hbf" en "Breslauer Platz/Hbf", die worden verzorgd door het tram-, metro- en busbedrijf KVB, en een internationaal busstation. Het station heeft een eigen concert- en evenementenhal "Alter Wartesaal", de oude wachthal.
- Station Köln Messe/Deutz aan de rechter Rijnoever, naast de jaarbeurs “KoelnMesse”. Dit station heeft een metrostation ("Bf. Deutz/Messe"), een Stadtbahn-station en meerdere bushaltes.
- Köln/Bonn Flughafen – Airport Cologne. Dit ondergrondse luchthavenstation heeft een geïntegreerd S-Bahn-station.

Naast deze 3 grote stations zijn er nog 8 andere treinstations in het stadsgebied, 29 S-Bahn-stations, 52 metrostations en bijna 200 tram- en sneltramhaltes.
De ondergrondse van Keulen is in feite één geheel met het 285 km lange sneltramnetwerk, de Stadtbahn van Keulen. Het geheel wordt geëxploiteerd door het stedelijk verkeersbedrijf Kölner Verkehrs-Betriebe, dat ook 44 buslijnen verzorgt. Er gelden dezelfde tarieven en preisstufe voor tram, stoptrein, S-Bahn, bus en ondergrondse in de regio Keulen.
Keulen heeft twee grote goederenstations aan beide oevers van de Rijn: Eifeltor (links) en Gremberg (rechts). Kölner Verkehrs-Betriebe heeft ook een vrachtafdeling: HGK (Häfen und Güterverkehr Köln). Deze beschikt over 264 km eigen spoornet en vervoert jaarlijks ruim 12 miljoen ton vracht internationaal, onder andere naar de Haven van Rotterdam, zowel via de klassieke route Mönchengladbach-Viersen-Venlo-Eindhoven-Tilburg-Breda-Dordrecht alsook via de nieuwe Betuweroute in het midden van Nederland.

### Fietsverkeer
Keulen beschikt over een net van fietspaden en fietsroutes.

### Luchtvaart
De intercontinentale luchthaven Flughafen Köln-Bonn (CGN) vervoert jaarlijks 10 miljoen passagiers en ruim 700.000 ton vracht (2007). Er is een ondergronds internationaal treinstation met een geïntegreerd S-Bahn-station naar het centrum van Keulen.
Op de luchthaven van Keulen is ook de Duitse ruimtevaartorganisatie DLR gevestigd, onderdeel van de Europese ESA.
Alhoewel het DLR gevestigd is op de luchthaven van Keulen houdt het zich vooral bezig met de theoretische taken van de ruimtevaart, berekening van vluchtroutes en training van astronauten. Vanuit Keulen heeft nog nooit een vlucht naar het heelal plaatsgevonden. Er zijn slechts tests en bezoeken geweest zoals in 1983 een landing van het spaceshuttle-prototype Enterprise op de rug van een NASA-Boeing 747.
De luchthaven van Keulen is tevens een van de 19 niet-Amerikaanse "officiële noodlandingsplaatsen" van de NASA.

### Scheepvaart
Keulen is met 10,4 miljoen ton vracht per jaar de op een na grootste binnenhavenstad van Duitsland. Alleen in Duisburg wordt meer vracht vervoerd over de Rijn. Het grootste deel van het waterverkeer van en via Keulen verloopt via Nederland naar de Noordzee.
Ook stroomopwaarts is er druk verkeer naar de Duitse industriegebieden Mannheim/Ludwigshafen, naar Frankrijk, en naar Zwitserland (vooral Bazel).

## Onderwijs
Gezien het aantal inwoners van ca. 1 miljoen en de belangstelling in Duitsland en in Europa zit er in Keulen een groot aantal scholen, hogescholen en andere educatieve inrichtingen:

### Basis- en middelbare scholen
Er zijn 271 basisscholen in Keulen en in de nabijgelegen buitenwijken die net buiten de stadsgrenzen vallen. De meeste zijn openbare basisscholen, maar er zijn ook katholieke, protestantse, joodse en islamitische basisscholen in Keulen.
Op middelbaar niveau zijn er 23 "Hauptschulen", 18 "Realschulen", 14 "Gymnasia" en 8 "Gesamtschulen"

### Berufsbildende Schulen
Berufsbildende Schulen zijn vergelijkbaar met de Nederlandse mbo's. Keulen beschikt over 19 openbare en 9 commerciële beroepsscholen.

### Universiteiten en hogescholen

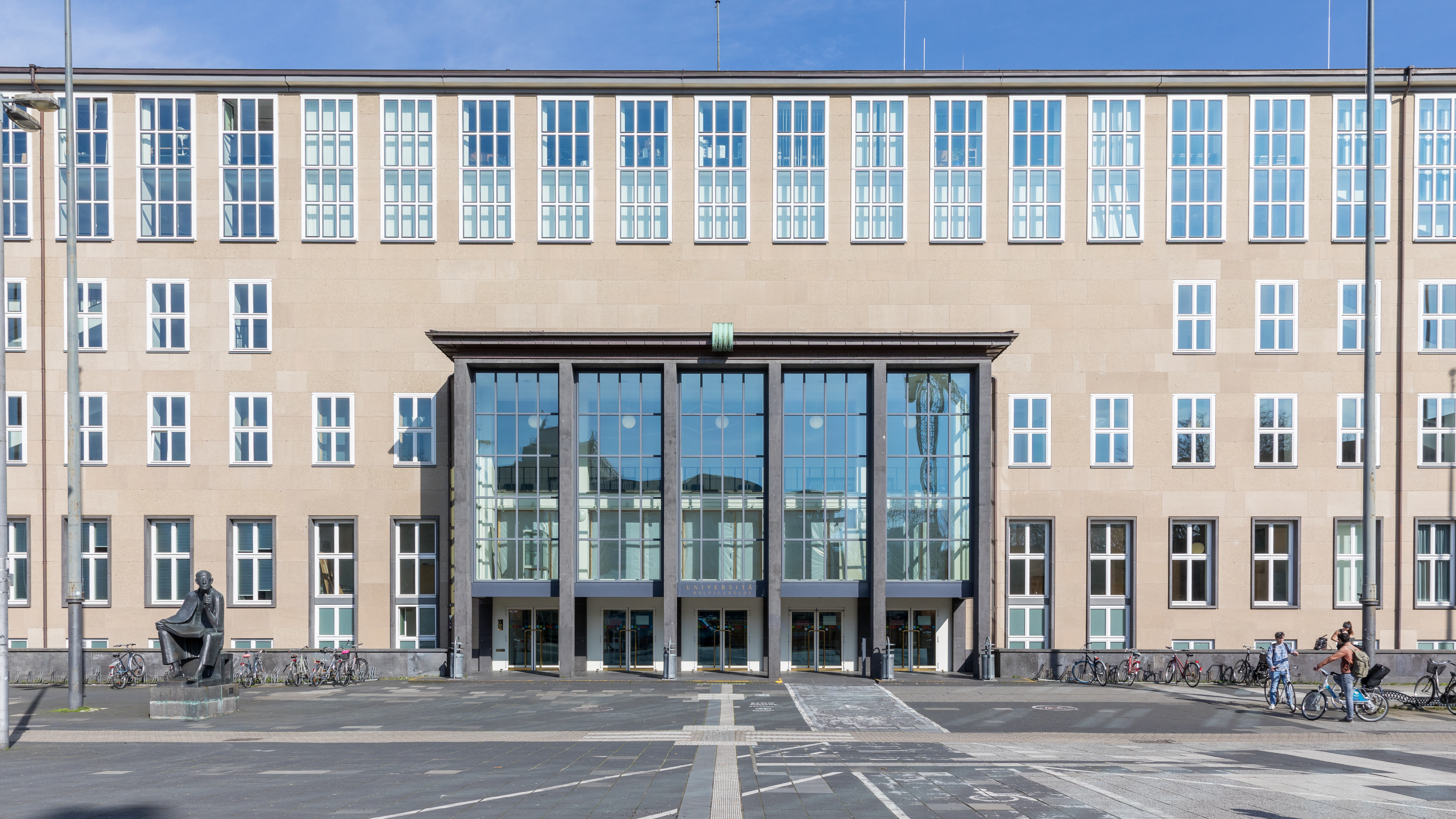
Hoofdgebouw van de Universiteit van Keulen

Er zijn ongeveer 15 hogescholen in Keulen. De grootste is de Albertus Magnus Universität Köln, met 43.000 studenten. Opgericht in 1388 is de Universiteit van Keulen een van de oudste universiteiten van Europa. Onder de bekende (oud-) docenten zijn de Nobelprijswinnaars Kurt Alder en Peter Grünberg. Daarnaast heeft de voormalige president van Griekenland Károlos Papúlias hier gestudeerd.
Een andere grote hogeschool is de Fachhochschule Köln. Deze hogeschool is vergelijkbaar met een technische universiteit en telt circa 16.000 studenten. Daarnaast is er de Deutsche Sporthochschule Köln, de sportacademie van Duitsland. Voetbaltrainers die een Bundesligateam willen coachen in Keulen dienen een diploma halen. Onder andere Rinus Michels en Guus Hiddink zijn aan deze academie geschoold. De Hochschule für Musik Köln is dan weer met ca. 1000 studenten het grootste conservatorium van Europa. Tot de (oud-)studenten en -docenten behoren Walter Braunfels, Engelbert Humperdinck, Karlheinz Stockhausen, Jiggs Whigham, Bernd Alois Zimmermann, Mauricio Kagel, Paul van Zelm, András Adorján, Vinko Globokar, Hans Werner Henze en Eberhard Werdin.
Ten slotte zijn er nog de Kunsthochschule für Medien - de enige Duitse audio-visuele academie -, de Katholische Fachhochschule NRW - een pedagogische academie - en de Fachhochschule für öffentliche Verwaltung, die hogere ambtenaren opleidt.

## Bekende personen uit Keulen

### Geboren
- Julia Agrippina minor (15-59), Romeinse keizerin, moeder van Nero
- Bruno van Keulen (ca. 1032-1101), heilige, stichter van de orde der kartuizers
- Heinrich Sudermann (1520-1591), eerste syndicus der Hanze
- Joost van den Vondel (1587-1679), Nederlands dichter en toneelschrijver
- Anna Maria van Schurman (1607-1678), humanistisch geleerde en eerste vrouwelijke universiteitsstudent
- Johann Peter Cremer (1785-1863), architect
- Johan Heinrich Neuman (1819-1898), Nederlands kunstschilder, lithogaaf
- Jacques Offenbach (1819-1880), componist (o.a. "Can-can" en "Barcarolle")
- Friedrich Wilhelm Mengelberg (1837-1919), beeldhouwer
- Max Bruch (1838-1920), componist (o.a. de operette "Scherz, List und Rache" naar tekst van Goethe)
- Wilhelm Leibl (1844-1900), kunstschilder
- Carl Bosch (1874-1940), scheikundige, ingenieur en Nobelprijswinnaar (1931)
- Konrad Adenauer (1876-1967), politicus, burgemeester van Keulen en eerste bondskanselier van de Bondsrepubliek Duitsland (1949-1963)
- Guus van Dongen (1878-1946), Nederlands schilderes
- Marta Worringer (1881-1965), Duits grafisch kunstenaar, schilder, boekillustrator en textielkunstenaar
- Rudolf Amelunxen (1888-1969), politicus
- Gretchen Lederer (1891-1955), actrice
- Willy Richartz (1900-1972), componist en dirigent
- Johanna Sprenkels (1901-1979), Nederlands beeldhouwer
- Titus Leeser (1903-1996), Nederlands beeldhouwer
- Willy Millowitsch (1909-1999), toneelspeler, acteur, theaterdirecteur en toneelschrijver
- Werner Wolf Glaser (1910-2006), Zweeds componist, dirigent, kunsthistoricus en psycholoog
- Freya von Moltke (1911-2010), verzetsstrijdster, juriste en schrijfster
- Jozef Kindel (1912-1948), medewerker Sicherheitsdienst in Groningen
- Albert Richter (1912-1940), baanwielrenner
- Heinrich Böll (1917-1985), schrijver en Nobelprijswinnaar (1972)
- Werner Klemperer (1920-2000), acteur
- Hans Albert (1921-2023), filosoof
- Bernhard Droog (1921-2009), Nederlands acteur
- Christa von Schnitzler (1922–2003), beeldhouwster
- Ruth Prawer Jhabvala (1927-2013), schrijfster en scenariste
- Hans Schäfer (1927-2017), voetballer
- Wolfgang Graf Berghe von Trips (1928-1961), Formule 1-coureur
- Karl Josef Becker (1928-2015), theoloog en kardinaal
- Amitai Etzioni (= Werner Falk) (1929-2023), Duits-Israëlisch-Amerikaans socioloog
- Rolf Kühn (1929-2022), jazzklarinettist, componist en orkestleider
- Martin Lauer (1937-2019), atleet en schlagerzanger
- Otto Pfister (1937), voetballer en trainer
- Friedhelm Frontzeck (1938-2024), voetballer
- Christa Päffgen (1938-1988), bekend als Nico, model, zangeres en songwriter van The Velvet Underground en "Warhol Superstar"
- Karl-Heinz Kunde (1938-2018), wielrenner
- Rolf Wolfshohl (1938-2024), wielrenner
- Jack White (1940), voetballer en muziekproducer (echte naam Horst Nussbaum)
- Wilfried Peffgen (1942-2021), baanwielrenner
- Udo Kier (1944), filmacteur
- Robert Hübner (1948-2025), schaker en papyroloog
- Wolfgang Niedecken (1951), muzikant en kunstenaar. Bandleader van BAP (o.a. "Kristallnaach")
- Jürgen Rüttgers (1951), politicus
- Rolf Steitz, alias Juan Bastós (1952), zanger, songwriter en producer
- Rainer Maria Woelki (1956), kardinaal
- Markus Stockhausen (1957) trompettist en componist, zoon van de Keulse componist Karlheinz Stockhausen
- Dirk Bach (1961-2012), acteur
- Wolfgang Voigt (1961), elektronica-muzikant
- Karin Beier (1965), theaterregisseur
- Alexander Mronz (1965), tennisser
- Alexander Lambsdorff (1966), politicus
- Marietta Slomka (1969), verslaggeefster en tv-presentatrice
- Rudi Istenič (1971), Sloveens voetballer
- Peter Kremeier (1971), danceproducer
- Florian Henckel von Donnersmarck (1973), filmregisseur en scenarioschrijver
- Angela Gossow (1974), journaliste, liedjesschrijfster en deathmetalzangeres
- Philipp Crone (1977), hockeyer
- Alexander Voigt (1978), voetballer
- Jan-Marco Montag (1983), hockeyer
- Daniel Baier (1984), voetballer
- Thomas Kessler (1986), voetballer
- Jens Hegeler (1988), voetballer
- Ron-Robert Zieler (1989), voetballer
- Marco Höger (1989), voetballer
- Christian Clemens (1991), voetballer
- Leena Günther (1991), atlete
- Mark Uth (1991), voetballer
- Elias Kachunga (1992), voetballer
- Luna Morgenstern (1992), zangeres, liedschrijver en producer
- Kim Petras (1992), tienerzangeres en de jongste transseksueel
- Timo Horn (1993), voetballer
- Anna Kirschbaum (1993), voetbalster
- Niklas Lomb (1993), voetballer
- Jonas Meffert (1994), voetballer
- Nils Politt (1994), wielrenner
- Nazım Sangaré (1994), Turks voetballer
- Marcel Hartel (1996), voetballer
- Leon Guwara (1996), voetballer
- Anna Gasper (1997), voetbalster
- Salih Özcan (1998), voetballer
- Anton Schiffer (1999), wielrenner
- Can Bozdoğan (2001), voetballer
- Zoumana Keita (2005), voetballer
- Estrella Merino Gonzalez (2006), voetbalster

### Overleden
- Plectrudis (voor 660-725), kerkstichtster en niet verklaarde heilige
- Andreas Kappes (1965-2018), wielrenner

### Woonachtig
- Florian Hempel (1990), darter
- Christopher Lutz (1971), schaker